# Список иллюстраций альбома «Птицы Америки»

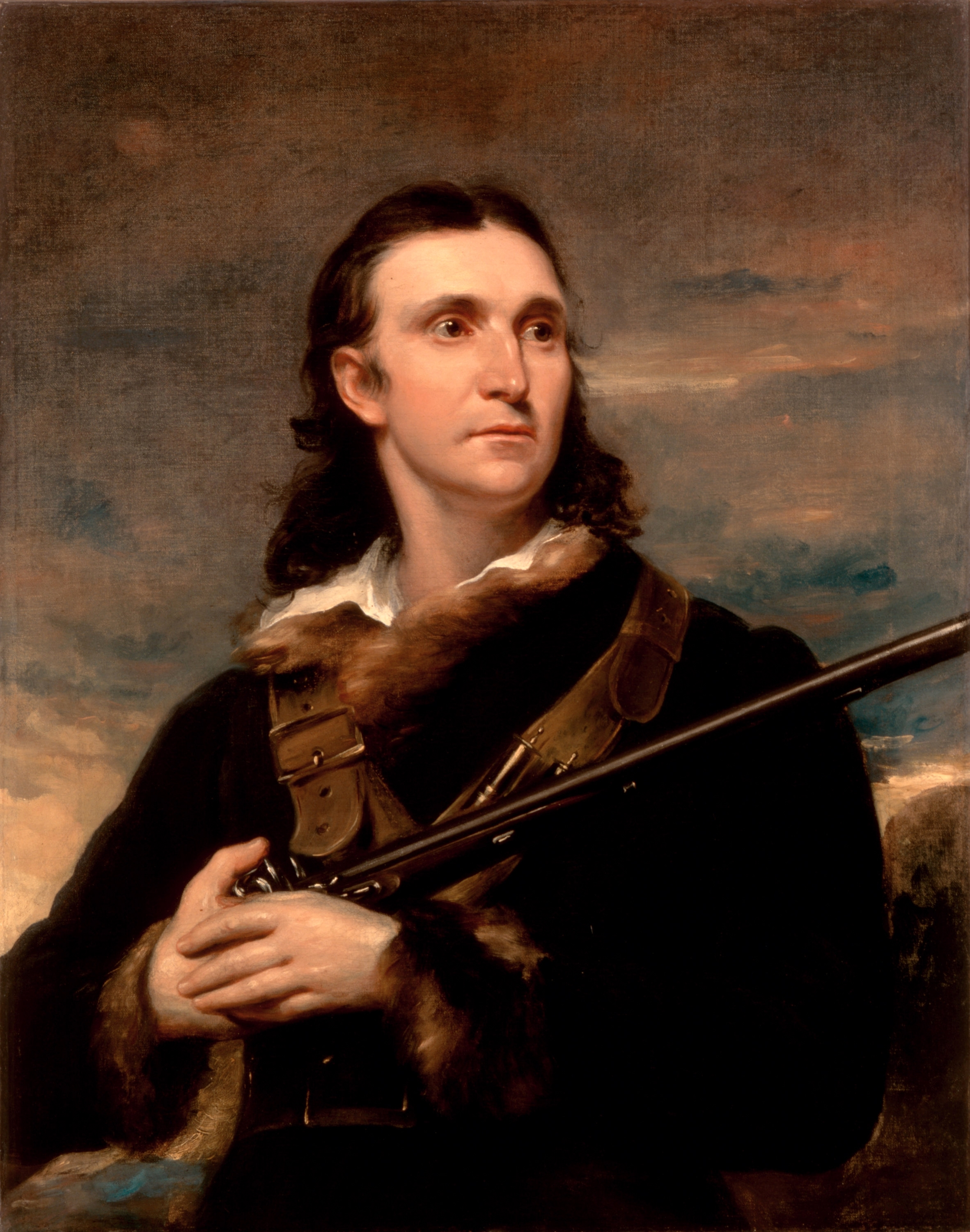
Джон Джеймс Одюбон

«Пти́цы Аме́рики» (англ. The Birds of America) — альбом иллюстраций птиц Северной Америки в натуральную величину, выполненных американским натуралистом Джоном Джеймсом Одюбоном. Альбом состоит из 435 страниц, разбитых на 87 номеров по пять изображений в каждом (одно большое, одно среднее и три маленьких). На рисунках большого размера («double elephant folio») обычно изображено несколько птиц одного вида в натуральную величину в естественной среде обитания. Птицы охотятся, кормятся, ухаживают друг за другом либо за птенцами; на некоторых изображениях охотники изображены вместе с жертвами, а иногда птицы одного вида борются друг с другом за выживание. В общей сложности альбом включает изображения 1065 птиц около 450 различных видов, в том числе несколько птиц, вымерших к XXI веку, несколько птиц, существование которых поставлено под сомнение, а также большое количество повторов.
Более пятидесяти ранних работ Одюбона оформлено его учеником Джозефом Мейсоном (Joseph Mason), который дорисовывал детали ландшафта, около сорока работ — художником Джорджом Леманом (George Lehman). Примерно на тридцати пяти иллюстрациях растения и насекомых на заднем плане нарисовала сестра жены Джона Бахмана Мария Мартин (Maria Martin). Перу сына художника, Джона Вудхауза Одюбона, принадлежит около двадцати задних планов и несколько птиц. Печатью альбома преимущественно занимался Роберт Хэвелл-младший (Robert Havell Jr). Он сам нарисовал задние планы для пятидесяти страниц, ещё более ста были им скорректированы в процессе гравировки пластин.
Одюбон и его сыновья с 1826 по 1871 годы подготовили три различные публикации «Птиц Америки». Оригинальное первое издание получило название Havell Edition, за ним последовали Octavo Edition в 1840—1844 годы и Bien Edition в 1859—1860 годы. В XX веке было выпущено несколько высококачественных изданий «Птиц Америки», цена которых превышает несколько тысяч долларов. Некоторые издания повторяют порядок иллюстраций оригинальных «Птиц Америки», в то время как другие следуют собственной нумерации. Таблицу соответствия страниц различных изданий подготовила Сьюзан Лоу. Отдельные страницы оригинального альбома продаются по цене от нескольких тысяч до 200 тысяч долларов.
В списке используется нумерация со страниц альбома, на которых номер иллюстрации обычно был напечатан в правом верхнем углу римскими цифрами. Названия птиц приведены в соответствии с экземпляром Национального Одюбоновского общества и могут отличаться в других копиях или изданиях.

## Том 1
| Номер    | Иллюстрация | - «Птицы Америки» - Научное название - На русском языке                                                          | Описание | Ссылка |
| -------- | ----------- | --- | --- | ------ |
| I        |             | - «Wild Turkey» - Meleagris gallopavo (Linnaeus, 1758) - Индейка                                                 | Одюбон сделал рисунок зимой 1825—1826 годов, он был напечатан 28 ноября 1826 года. |        |
| II       |             | - «Yellow-billed Cuckoo» - Coccyzus americanus (Linnaeus, 1758) - Желтоклювая американская кукушка               | Первая печатная копия появилась 10 декабря 1826 года. Эти кукушки редко едят бабочек, предпочитая гусениц. |        |
| III      |             | - «Prothonotary Warbler» - Protonotaria citrea (Boddaert, 1783) - Лимонный певун                                 | В качестве теста Одюбон предложил Хэвеллам подготовить этот рисунок, который ранее уже был сделан Лизарсом. Работа была готова за две недели и привела Одюбона в восторг. |        |
| IV       |             | - «Purple Finch» - Haemorhous purpureus (Gmelin, 1789)                                                           | |        |
| V        |             | - «Bonaparte’s Flycatcher» - Cardellina canadensis (Linnaeus, 1766)                                              | |        |
| VI       |             | - «Great American Hen & Young» - Meleagris gallopavo (Linnaeus, 1758) - Индейка                                  | На оригинальном изображении самка индейки была нарисована пастелью, при прорисовке птенцов к ней добавилась акварель, позднее был добавлен нарисованный маслом задний план. Хэвелл существенно изменил задний план. |        |
| VII      |             | - «Purple Grakle or Common Crow Blackbird» - Quiscalus quiscula (Linnaeus, 1758) - Обыкновенный гракл            | |        |
| VIII     |             | - «White throated Sparrow» - Zonotrichia albicollis (Gmelin, 1789) - Белошейная зонотрихия                       | Веточка кизила является одним из последних изображений Мейсона перед завершением его сотрудничества с Одюбоном. |        |
| IX       |             | - «Selby’s Fly catcher» - Setophaga citrina (Boddaert, 1783)                                                     | Одюбон нарисовал птицу в 1821 году, но не смог соотнести её со сделанным месяцем ранее изображением молодой птицы. Он назвал птицу, которую относил к новому виду, в честь британского орнитолога Прайдокса Джона Селби, с которым встречался в апреле 1827 года. |        |
| X        |             | - «Brown Lark» - Anthus rubescens (Tunstall, 1771) - Американский конёк                                          | |        |
| XI       |             | - «Bird of Washington» - Haliaeetus leucocephalus (Linnaeus, 1766) - Белоголовый орлан                           | Иллюстрация сделана с рисунка 1822 года. Отметив огромные размеры птицы Одюбон решил дать ей великое имя, символизирующее свободу. В то время Одюбон знал и о белоголовом орлане, и о беркуте, ему также было известно о «sea eagle» Вильсона, которым скорее всего был изредка залетающий в Америку европейский орлан-белохвост, но он не смог корректно идентифицировать её. Художник следовал традиционным изображениям орлов, пришедшим из средневековых трактатов о соколиной охоте. Схожие иллюстрации есть у Улиссе Альдрованди и Жака Баррабана. Все платы третьего номера были подготовлены как в мастерской Лизарса, так и в мастерской Хэвелла. |        |
| XII      |             | - «Baltimore Oriole» - Cardellina canadensis (Linnaeus, 1758) - Балтиморская иволга                              | Изображение сделано в Луизиане в 1820—1824 годы. Все платы третьего номера были подготовлены как в мастерской Лизарса, так и в мастерской Хэвелла. |        |
| XIII     |             | - «Snow Bird» - Junco hyemalis (Linnaeus, 1758) - Серый юнко                                                     | Все платы третьего номера были подготовлены как в мастерской Лизарса, так и в мастерской Хэвелла. |        |
| XIV      |             | - «Prairie Warbler» - Setophaga discolor (Vieillot, 1809) - Прерийный лесной певун                               | Одюбон сделал изображение в Луизиане, поместив птицу на осоку, нарисованную Мейсоном. Все платы третьего номера были подготовлены как в мастерской Лизарса, так и в мастерской Хэвелла. |        |
| XV       |             | - «Blue Yellow back Warbler» - Setophaga americana (Linnaeus, 1758) - Белоглазая парула                          | Мейсон подстрелил птицу в Луизиане и на заднем плане изобразил ирис буро-жёлтый. Все платы третьего номера были подготовлены как в мастерской Лизарса, так и в мастерской Хэвелла. |        |
| XVI      |             | - «Great-footed Hawk» - Falco peregrinus Tunstall, 1771 - Сапсан                                                 | Именно после портрета сапсана Вильям Лизарс принял решение о публикации альбома. |        |
| XVII     |             | - «Carolina Pigeon» - Zenaida macroura (Linnaeus, 1758) - Плачущая горлица                                       | |        |
| XVIII    |             | - «Bewick’s Wren» - Thryomanes bewickii (Audubon, 1829)                                                          | Одюбон обнаружил птицу 19 октября 1821 года в Луизиане и назвал её в честь британского художника-анималиста Томаса Бьюика. |        |
| XIX      |             | - «Louisiana Water Thrush» - Parkesia motacilla (Vieillot, 1809)                                                 | В Octavo Edition Одюбон объединил эту птицу с Parkesia noveboracensis, вырезанной с иллюстрации 433. |        |
| XX       |             | - «Blue-winged Yellow Warbler» - Vermivora cyanoptera Olson & Reveal, 2009 - Синекрылый пеночковый певун         | Иллюстрация была сделана в Луизиане весной 1822 года, птица изображена в цветах гибискуса. |        |
| XXI      |             | - «Mocking Bird» - Mimus polyglottos (Linnaeus, 1758) - Многоголосый пересмешник                                 | Иллюстрация вызвала полемику: птицы отчаянно защищают расположенное на дереве гнездо от готовой к нападению гремучей змеи, которая по мнению учёных того времени, не могла забраться на дерево. Вероятно, Одюбон изобразил не гремучую змею, а чёрного полоза. |        |
| XXII     |             | - «Purple Martin» - Progne subis (Linnaeus, 1758) - Пурпурная лесная ласточка                                    | |        |
| XXIII    |             | - «Yellow-breasted Warbler» - Geothlypis trichas (Linnaeus, 1766) - Желтогорлый певун                            | Оригинальное изображение сделано в 1821 году. |        |
| XXIV     |             | - «Roscoe’s Yellow-throat» - Geothlypis trichas (Linnaeus, 1766) - Желтогорлый певун                             | |        |
| XXV      |             | - «Song Sparrow» - Melospiza melodia (Wilson, 1810) - Певчая овсянка                                             | |        |
| XXVI     |             | - «Carolina Parrot» - Conuropsis carolinensis (Linnaeus, 1758) - † Каролинский попугай                           | Ранняя работа художника, полностью законченная как отдельное произведение. |        |
| XXVII    |             | - «Red headed Woodpecker» - Melanerpes erythrocephalus (Linnaeus, 1758) - Красноголовый меланерпес               | |        |
| XXVIII   |             | - «Vireo Solitarius» - Vireo solitarius (Wilson, 1810) - Сероголовый виреон                                      | |        |
| XXIX     |             | - «Towee Bunting» - Pipilo erythrophthalmus (Linnaeus, 1758) - Красноглазый тауи                                 | |        |
| XXX      |             | - «Vigors Vireo» - Setophaga pinus (Linnaeus, 1766) - Сосновый лесной певун                                      | Одюбон наблюдал молодую птицу на традесканции в мае 1812 года и принял её за новый вид. В Octavo Edition эта иллюстрация отсутствует. |        |
| XXXI     |             | - «White-headed Eagle» - Haliaeetus leucocephalus (Linnaeus, 1766) - Белоголовый орлан                           | Изначально птица, кормящаяся диким гусём, была нарисована в 1821 году на берегах Миссисипи. В середине февраля 1828 года Одюбон перерисовал изображение, заменив добычу на сома, изображение которого сохранилось с того же путешествия. Такого орлана Одюбон видел в музее Пила и в книге Вильсона. |        |
| XXXII    |             | - «Black-billed Cuckoo» - Coccyzus erythropthalmus (Wilson, 1811) - Черноклювая американская кукушка             | Одюбон подстрелил птиц для рисунка в Луизиане. Цветы магнолии, по-видимому, изобразил Мейсон. |        |
| XXXIII   |             | - «American Goldfinch» - Spinus tristis (Linnaeus, 1758) - Американский чиж                                      | Предположительно, Одюбон сделал рисунок на берегах реки Мохок в штате Нью-Йорк. |        |
| XXXIV    |             | - «Worm eating Warbler» - Helmitheros vermivorum (Gmelin 1789)                                                   | |        |
| XXXV     |             | - «Children’s Warbler» - Setophaga petechia (Linnaeus, 1766) - Жёлтая древесница                                 | На иллюстрации изображены самка и молодая птица с плантации Окли в Луизиане. Одюбон поначалу полагал, что нашёл новый вид, но потом осознал ошибку и не включил изображение в Octavo Edition. |        |
| XXXVI    |             | - «Stanley Hawk» - Accipiter cooperii (Bonaparte, 1828) - Куперов ястреб                                         | Хэвелл добавил к первоначальной иллюстрации восточную сиалию (иллюстрация 113). |        |
| XXXVII   |             | - «Golden-winged Woodpecker» - Colaptes auratus (Linnaeus, 1758) - Золотой шилоклювый дятел                      | Первоначальное изображение включало трёх птиц сверху, две другие птицы были добавлены позднее, причём правая птица, возможно, скопирована из American Ornithology Вильсона. |        |
| XXXVIII  |             | - «Kentucky Warbler» - Geothlypis formosa (Wilson, 1811)                                                         | |        |
| XXXIX    |             | - «Crested Titmouse» - Baeolophus bicolor (Linnaeus, 1766) - Острохохлая синица                                  | |        |
| XL       |             | - «American Redstart» - Setophaga ruticilla (Linnaeus, 1758) - Американская горихвостка                          | На оригинальном рисунке ветка, на которой сидит изображённая вверху самка, отсутствовала. Её пририсовал Хэвелл. |        |
| XLI      |             | - «Ruffed Grouse» - Bonasa umbellus (Linnaeus, 1766) - Воротничковый рябчик                                      | |        |
| XLII     |             | - «Orchard Oriole» - Icterus spurius (Linnaeus, 1766) - Садовый трупиал                                          | Изображение сделано в Луизиане в 1820—1824 годы. Тёмные особи — самцы, жёлтая с белым горлом — самка, жёлтые с чёрным горлом — молодые самцы. |        |
| XLIII    |             | - «Cedar Bird» - Bombycilla cedrorum Vieillot, 1808 - Американский свиристель                                    | Изображение было сделано в Хендерсоне в 1810—1819 годы. Одна из немногих сохранившихся работ после того, как рисунки были съедены крысами. |        |
| XLIV     |             | - «Summer Red Bird» - Piranga rubra (Linnaeus, 1758) - Алая пиранга                                              | |        |
| XLV      |             | - «Traill’s Flycatcher» - Empidonax traillii (Audubon, 1828)                                                     | Одюбон получил тушку на реке Арканзас в 30 км от Миссисипи. |        |
| XLVI     |             | - «Barred Owl» - Strix varia Barton, 1799 - Пёстрая неясыть                                                      | Белка была нарисована отдельно и добавлена при гравировке. |        |
| XLVII    |             | - «Ruby-throated Humming Bird» - Archilochus colubris (Linnaeus, 1758) - Обыкновенный архилохус                  | Чтобы подстрелить птицу для иллюстрации не повредив оперения, Одюбон безуспешно пытался стрелять в неё водой. В конце концов ему удалось поймать колибри в сеть. Чтобы передать яркое оперение спины Одюбон использовал позолоту. |        |
| XLVIII   |             | - «Azure Warbler» - Setophaga cerulea (Wilson, 1810) - Голубой лесной певун                                      | Первую попытку нарисовать голубого лесного певуна съели крысы, вторая иллюстрация изображала верхнюю птицу из Кентукки. Хэвелл добавил к рисунку нижнюю птицу, по-видимому скопировав её из American ornithology Вильсона. |        |
| XLIX     |             | - «Blue-green Warbler» - Setophaga cerulea (Wilson, 1810) - Голубой лесной певун                                 | Оригинальное изображение сделано в августе 1821 года. Одюбон принял самку или молодого голубого лесного певуна за новый вид. В Octavo Edition он объединил две иллюстрации, выбросив нижнюю птицу из первой. |        |
| L        |             | - «Black & Yellow Warbler» - Setophaga magnolia (Wilson, 1811) - Магнолиевый лесной певун                        | Оригинальное изображение молодой птицы сделано 20 октября 1821 года в Луизиане. Хэвелл неправильно подписал птицу. В Octavo Edition две иллюстрации магнолиевого лесного певуна были совмещены, с потерей ботанической составляющей, которая на этой иллюстрации, скорее всего, выполнена Леманном. |        |
| LI       |             | - «Red-tailed Hawk» - Buteo jamaicensis (Gmelin, 1788) - Краснохвостый сарыч                                     | Одюбон сам наблюдал картину, изображённую на рисунке. |        |
| LII      |             | - «Chuck-will’s Widow» - Antrostomus carolinensis Gmelin, 1789 - Каролинский козодой                             | Френсис Хобарт Херрик (Francis Hobart Herrick) утверждал, что арлекиновый коралловый аспид, изображённый на рисунке, скорее всего не может забираться на деревья. Роджер Тори Питерсон, напротив, полагал, что Одюбон сам наблюдал такую сцену, но посчитал змею безобидной. |        |
| LIII     |             | - «Painted Finch» - Passerina ciris (Linnaeus, 1758) - Расписной овсянковый кардинал                             | |        |
| LIV      |             | - «Rice Bird» - Dolichonyx oryzivorus (Linnaeus, 1758) - Рисовая птица                                           | |        |
| LV       |             | - «Cuvier’s Kinglet»                                                                                             | «Cuvier’s Kinglet» был нарисован в Пенсильвании 8 июня 1812 года. По одним характеристикам изображение близко рубиновоголовому корольку, по другим — золотоголовому. Учёные не относят его ни к одному из известных видов. Возможно, Одюбон рисовал повреждённую птицу, пользуясь описанием европейского вида из книги Бюффона, либо на иллюстрации изображён гибрид. |        |
| LVI      |             | - «Red-shouldered Hawk» - Buteo lineatus (Gmelin, 1788) - Красноплечий канюк                                     | Одюбон наблюдал эту пару в Луизиане на протяжении трёх лет. Один из немногих портретов, сделанных с натуры. |        |
| LVII     |             | - «Loggerhead Shrike» - Lanius ludovicianus Linnaeus, 1766 - Американский жулан                                  | Одюбон не отличал американского жулана от северного сорокопута (на иллюстрации 192). |        |
| LVIII    |             | - «Hermit Thrush» - Catharus guttatus (Pallas, 1811) - Дрозд-отшельник                                           | |        |
| LIX      |             | - «Chestnut-sided Warbler» - Setophaga pensylvanica (Linnaeus, 1766) - Желтошапочный лесной певун                | Оригинальное изображение датировано 12 мая 1812 года. |        |
| LX       |             | - «Carbonated Warbler»                                                                                           | По словам Одюбона, он подстрелил двух молодых птиц (у которых оперение ещё не сформировалось полностью) в 1811 году в Кентукки. Дэвид Сибли отмечал, что качество изображения уступает другим иллюстрациям, а прорисовка некоторых перьев некорректна, возможно Одюбон не видел птицу, когда рисовал её, и скорее всего делал это по памяти. Питерсон полагал, что вид мог существовать, но вскоре вымер. |        |
| LXI      |             | - «Great Horned Owl» - Bubo virginianus (Gmelin, 1788) - Виргинский филин                                        | Изображение было сделано в Хендерсоне в Кентукки в 1810—1819 годы. Одна из немногих сохранившихся работ после того как рисунки были съедены крысами. |        |
| LXII     |             | - «Passenger Pigeon» - Ectopistes migratorius (Linnaeus, 1766) - † Странствующий голубь                          | Близ Луисвилла в Кентукки Одюбон наблюдал стаю размером более миллиарда особей. |        |
| LXIII    |             | - «White-eyed Flycatcher, or Vireo» - Vireo griseus (Boddaert, 1783) - Белоглазый виреон                         | |        |
| LXIV     |             | - «Swamp Sparrow» - Melospiza georgiana (Latham, 1790)                                                           | Иллюстрация подписана Люси Одюбон, хотя изображение сделано самим художником предположительно в 1812 году. Возможно, Люси Одюбон помогала нарисовать листья, которые датированы 1825 годом. |        |
| LXV      |             | - «Rathbone Warbler» - Setophaga petechia (Linnaeus, 1766) - Жёлтая древесница                                   | Оригинальное изображение датировано 1 июля 1808 года. Возможно, это самый ранний рисунок, использованный при создании альбома. В 1825 году Одюбон использовал его для перерисовки молодой жёлтой древесницы, оставив ту же датировку. |        |
| LXVI     |             | - «Ivory-billed Woodpecker» - Campephilus principalis (Linnaeus, 1758) - Белоклювый дятел                        | |        |
| LXVII    |             | - «Red winged Starling, or Marsh Blackbird» - Agelaius phoeniceus (Linnaeus, 1766) - Красноплечий чёрный трупиал | Самец и птенец скопированы с работы Вильсона. |        |
| LXVIII   |             | - «Republican, or Cliff Swallow» - Petrochelidon pyrrhonota Vieillot, 1817 - Белолобая горная ласточка           | По мнению Штейнера, изображение было сделано в Хендерсоне в 1810—1819 годы; одна из немногих сохранившихся работ после того, как рисунки были съедены крысами. Питерсон полагал, что изображение из Хендерсона, датированное 1815 годом, было утеряно, но Одюбон встретил птиц повторно в 1819 году в Кентукки. Финальная версия собрана по частям. |        |
| LXIX     |             | - «Bay-breasted Warbler» - Setophaga castanea (Wilson, 1810) - Каштановый лесной певун                           | Оригинальное изображение датировано 12 мая 1812 года. |        |
| LXX      |             | - «Henslow’s Bunting» - Centronyx henslowii (Audubon, 1829)                                                      | Одюбон впервые встретил птицу в 1820 году в окрестностях Цинциннати и назвал её в честь британского ботаника Джона Стивенса Генслоу. |        |
| LXXI     |             | - «Winter Hawk» - Buteo lineatus (Gmelin, 1788) - Красноплечий канюк                                             | Поначалу Одюбон считал красноплечего канюка в зимнем оперении отдельным видом, но к моменту публикации Octavo Edition согласился с остальными орнитологами и изъял это изображение. У лягушки-быка на рисунке уши больше глаз, что является характерным признаком самца. |        |
| LXXII    |             | - «Swallow-tailed Hawk» - Elanoides forficatus (Linnaeus, 1758) - Вилохвостый коршун                             | Одюбон изобразил птицу с одной из подвязочных змей. |        |
| LXXIII   |             | - «Wood Thrush» - Hylocichla mustelina (Gmelin, 1789)                                                            | |        |
| LXXIV    |             | - «Indigo Bird» - Passerina cyanea (Linnaeus, 1766) - Индиговый овсянковый кардинал                              | Снизу изображена самка, выше взрослый самец, молодой самец второго года и молодой самец первого года. |        |
| LXXV     |             | - «Le Petit Caporal» - Falco columbarius Linnaeus, 1758 - Дербник                                                | Птица в жёсткой «геральдической» позе является отсылкой к египетской кампании Наполеона, в результате которой появилась работа Жюля Сезара Савиньи о птицах Египта. Оригинальное изображение датировано 23 апреля 1812 года, Одюбон полагал, что встретил новый вид; ко времени Octavo Edition он признал свою ошибку и разместил эту птицу вместе с двумя молодыми, расположенными на иллюстрации 92. |        |
| LXXVI    |             | - «Virginian Partridge» - Colinus virginianus (Linnaeus, 1758) - Виргинская американская куропатка               | Иллюстрация, на которой молодой красноплечий канюк атакует семейство виргинских американских куропаток, критикуется за открытое пространство, которого куропатки в живой природе всячески избегают. |        |
| LXXVII   |             | - «Belted Kingfisher» - Megaceryle alcyon (Linnaeus, 1758) - Опоясанный пегий зимородок                          | |        |
| LXXXVIII |             | - «Great Carolina Wren» - Thryothorus ludovicianus (Latham, 1790)                                                | Веточку конского каштана красного нарисовал Мейсон. |        |
| LXXIX    |             | - «Tyrant Fly-catcher» - Tyrannus tyrannus (Linnaeus, 1758) - Королевский тиранн                                 | |        |
| LXXX     |             | - «Prairie Titlark» - Anthus rubescens (Tunstall, 1771) - Американский конёк                                     | Одюбон сделал рисунок карандашом, пастелью и акварелью в 1815 году. Он полагал, что это новый вид, но ко времени публикации Octavo Edition решил, что на иллюстрации изображена молодая птица. Новый вид конька Одюбон обнаружил уже после завершения работы над «Птицами Америки» в 1843 году во время путешествия по Миссури; Anthus spragueii назван в честь Исаака Спрага (Isaac Sprague), который и подстрелил птицу. |        |
| LXXXI    |             | - «Osprey» - Pandion haliaetus (Linnaeus, 1758) - Скопа                                                          | Одюбон подготовил рисунок во время первой поездки к заливу Грейт-Эгг-Харбор. Полёт скопы длиной 60 см и с размахом крыльев более полутора метров нарисован не снизу, а на одном уровне с птицей. |        |
| LXXXII   |             | - «Whip-poor-will» - Antrostomus vociferus Wilson, 1812                                                          | Питерсон отмечал хорошо прорисованных Hyalophora cecropia и Io fluvialis. |        |
| LXXXIII  |             | - «House Wren» - Troglodytes aedon (Vieillot, 1809) - Домовый крапивник                                          | |        |
| LXXXIV   |             | - «Blue-Grey Fly-catcher» - Polioptila caerulea (Linnaeus, 1766) - Голубая комароловка                           | |        |
| LXXXV    |             | - «Yellow Throated Warbler» - Setophaga dominica (Linnaeus, 1766) - Желтогорлый лесной певун                     | Иллюстрация сделана во время жизни Одюбона и Мейсона на плантации Окли в Луизиане. |        |
| LXXXVI   |             | - «Black Warrior» - Buteo jamaicensis (Gmelin, 1788) - Краснохвостый сарыч                                       | Одюбон полагал эту тёмную расу краснохвостого сарыча отдельным видом, который он назвал в честь Ричарда Харлана из Филадельфии. Он подстрелил самца в Луизиане, но попал в крыло и делал рисунок с живой птицы. |        |
| LXXXVII  |             | - «Florida Jay» - Aphelocoma coerulescens (Bosc, 1795) - Голубая кустарниковая сойка                             | Одюбон нарисовал птиц в Новом Орлеане с пары, которую он держал в клетке. Хурму на заднем плане нарисовал Мейсон. |        |
| LXXXVIII |             | - «Autumnal Warbler» - Setophaga castanea (Wilson, 1810) - Каштановый лесной певун                               | Оригинальный рисунок, на котором изображены две молодые птицы, датирован 20 августа 1829 года. |        |
| LXXXIX   |             | - «Nashville Warbler» - Leiothlypis ruficapilla (Wilson, 1811)                                                   | Одюбон встречал птиц три или четыре раза в Луизиане и Кентукки, чтобы удостовериться в окраске оперения на рисунке он попросил несколько экземпляров из коллекции Тициана Пила из Филадельфии. |        |
| XC       |             | - «Black & White Creeper» - Mniotilta varia (Linnaeus, 1766) - Пегий певун                                       | |        |
| XCI      |             | - «Broad-winged Hawk» - Buteo platypterus (Vieillot, 1823)                                                       | |        |
| XCII     |             | - «Pigeon Hawk» - Falco columbarius Linnaeus, 1758 - Дербник                                                     | В Octavo Edition Одюбон соединил двух молодых птиц с этой иллюстрации с одиночной птицей с иллюстрации 75. |        |
| XCIII    |             | - «Seaside Finch» - Ammospiza maritima (Wilson, 1811)                                                            | Оригинальное изображение датировано 14 июня 1829 года. |        |
| XCIV     |             | - «Grass Finch or Bay-winged Bunting» - Pooecetes gramineus (Gmelin, 1789)                                       | Оригинальное изображение датировано 26 июня 1829 года. |        |
| XCV      |             | - «Blue-eyed yellow Warbler» - Setophaga petechia (Linnaeus, 1766) - Жёлтая древесница                           | |        |
| XCVI     |             | - «Columbia Jay» - Calocitta formosa (Swainson, 1827) - Сорочья сойка                                            | Эти тропические птицы не могли быть обнаружены в устье реки Колумбия, откуда они попали в коллекцию Таунсенда. По-видимому, птицы были привезены из Мексики. |        |
| XCVII    |             | - «Little Screech Owl» - Megascops asio (Linnaeus, 1758) - Североамериканская совка                              | Иллюстрация сделана весной-летом 1829 года во время путешествия по сосновым лесам Пенсильвании и болотам Нью-Джерси. Одюбон ошибочно полагал серую морфу взрослой птицей, а красную — молодыми. |        |
| XCVIII   |             | - «White-bellied Swallow» - Tachycineta bicolor (Vieillot, 1808) - Древесная американская ласточка               | |        |
| XCIX     |             | - «Cow-pen Bird» - Molothrus ater (Boddaert, 1783) - Буроголовый коровий трупиал                                 | В Octavo Edition Одюбон добавил к взрослой паре молодую птицу с иллюстрации 424. |        |
| C        |             | - «Marsh Wren» - Cistothorus palustris (Wilson, 1810)                                                            | Оригинальное изображение датировано 22 июня 1829 года. |        |

## Том 2
| Номер     | Иллюстрация | - «Птицы Америки» - Научное название - На русском языке                                                                                          | Описание | Ссылка |
| --------- | ----------- | --- | --- | ------ |
| CI        |             | - «Raven» - Corvus corax Linnaeus, 1758 - Ворон                                                                                                  | Иллюстрация сделана весной-летом 1829 года во время путешествия по сосновым лесам Пенсильвании и болотам Нью-Джерси. |        |
| CII       |             | - «Blue Jay» - Cyanocitta cristata (Linnaeus, 1758) - Голубая сойка                                                                              | |        |
| CIII      |             | - «Canada Warbler» - Cardellina canadensis (Linnaeus, 1766)                                                                                      | Оригинальное изображение датировано 1 августа 1829 года. |        |
| CIV       |             | - «Chipping Sparrow» - Spizella passerina (Bechstein, 1798) - Обыкновенная воробьиная овсянка                                                    | Предположительно, рисунок сделан в Луизиане, веточку робинии ложноакациевой нарисовал Мейсон. |        |
| CV        |             | - «Red-breasted Nuthatch» - Sitta canadensis Linnaeus, 1766 - Канадский поползень                                                                | |        |
| CVI       |             | - «Black Vulture, or Carrion Crow» - Coragyps atratus (Bechstein, 1793) - Американская чёрная катарта                                            | Левая птица была добавлена к первоначальному рисунку позднее. |        |
| CVII      |             | - «Canada Jay» - Perisoreus canadensis (Linnaeus, 1766) - Канадская кукша                                                                        | |        |
| CVIII     |             | - «Fox-coloured Sparrow» - Passerella iliaca (Merrem, 1786) - Пестрогрудая овсянка                                                               | |        |
| CIX       |             | - «Savannah Finch» - Passerculus sandwichensis (Gmelin, 1789) - Саванная овсянка                                                                 | |        |
| CX        |             | - «Hooded Warbler» - Setophaga citrina (Boddaert, 1783)                                                                                          | Изображение молодой птицы сделано летом 1821 года. Через месяц Одюбон нарисовал взрослую птицу (иллюстрация 9), но не смог соотнести их. |        |
| CXI       |             | - «Pileated Woodpecker» - Dryocopus pileatus (Linnaeus, 1758) - Хохлатая желна                                                                   | Одюбон сделал рисунок карандашом, чернилами, акварелью и яичным белом в 1829 году в Пенсильвании. Он преследовал семью несколько дней прежде чем получить их и изобразить птиц, которые лакомятся диким виноградом. |        |
| CXII      |             | - «Downy Woodpecker» - Dryobates pubescens (Linnaeus, 1766) - Пушистый дятел                                                                     | Одюбон инструктировал Хэвелла добавить на изображение больше цветов кампсиса укореняющегося. |        |
| CXIII     |             | - «Blue-bird» - Sialia sialis (Linnaeus, 1758) - Восточная сиалия                                                                                | |        |
| CXIV      |             | - «White-crowned Sparrow» - Zonotrichia leucophrys (Forster, 1772) - Белоголовая зонотрихия                                                      | |        |
| CXV       |             | - «Wood Pewee» - Contopus virens (Linnaeus, 1766) - Восточный лесной пиви                                                                        | Оригинальное изображение датировано 28 апреля 1812 года, либо маем 1829 года. |        |
| CXVI      |             | - «Ferruginous Thrush» - Toxostoma rufum (Linnaeus, 1758) - Коричневый пересмешник                                                               | Ранняя работа художника, полностью законченная как отдельное произведение. Чёрный полоз часто забирается на деревья и ворует яйца, однако врзможность появления второй пары для защиты гнезда ставится Питерсоном под сомнение. |        |
| CXVII     |             | - «Mississippi Kite» - Ictinia mississippiensis (Wilson, 1811) - Миссисипский коршун                                                             | Нижняя птица была скопирована Хэвеллом с иллюстрации Александра Вильсона. |        |
| CXVIII    |             | - «Warbling Flycatcher» - Vireo gilvus (Vieillot, 1808) - Поющий виреон                                                                          | Оригинальное изображение датировано 23 мая 1829 года. |        |
| CXIX      |             | - «Yellow-throated Vireo» - Vireo flavifrons (Vieillot, 1808) - Желтогорлый виреон                                                               | |        |
| CXX       |             | - «Pewit Flycatcher» - Sayornis phoebe (Latham, 1790)                                                                                            | Птицам этого вида Одюбон привязал на лапы нитки, чтобы проверить, вернутся ли они на следующий год. |        |
| CXXI      |             | - «Snowy Owl» - Bubo scandiacus (Linnaeus, 1758) - Белая сова                                                                                    | |        |
| CXXII     |             | - «Blue Grosbeak» - Passerina caerulea (Linnaeus, 1758) - Голубая гуирака                                                                        | |        |
| CXXIII    |             | - «Black & Yellow Warblers» - Setophaga magnolia (Wilson, 1811) - Магнолиевый лесной певун                                                       | Оригинальное изображение датировано 12 августа 1829 года. Ветка малины на иллюстрации скорее всего нарисована Леманном. |        |
| CXXIV     |             | - «Green Black-capt Flycatcher» - Cardellina pusilla (Wilson, 1811) - Малая вильсония                                                            | |        |
| CXXV      |             | - «Brown-headed Nuthatch» - Sitta pusilla Latham, 1790                                                                                           | |        |
| CXXVI     |             | - «White-headed Eagle» - Haliaeetus leucocephalus (Linnaeus, 1766) - Белоголовый орлан                                                           | Это изображение появилось через 10 лет после «Bird of Washington» и Одюбон смог идентифицировать чуть более старшего белоголового орлана. |        |
| CXXVII    |             | - «Rose-breasted Grosbeak» - Pheucticus ludovicianus (Linnaeus, 1766) - Красногрудый дубоносовый кардинал                                        | Изображение сделано во время путешествия к Ниагарскому водопаду в августе 1824 года. |        |
| CXXVIII   |             | - «Cat Bird» - Dumetella carolinensis (Linnaeus, 1766) - Кошачий пересмешник                                                                     | |        |
| CXXIX     |             | - «Great Crested Flycatcher» - Myiarchus crinitus (Linnaeus, 1758)                                                                               | |        |
| CXXX      |             | - «Yellow-winged Sparrow» - Ammodramus savannarum (Gmelin, 1789) - Кузнечиковая саванная овсянка                                                 | |        |
| CXXXI     |             | - «American Robin» - Turdus migratorius Linnaeus, 1766 - Странствующий дрозд                                                                     | Иллюстрация сделана весной-летом 1829 года во время путешествия по сосновым лесам Пенсильвании и болотам Нью-Джерси. |        |
| CXXXII    |             | - «Three-toed Woodpecker» - Picoides arcticus (Swainson, 1832)                                                                                   | |        |
| CXXXIII   |             | - «Black-poll Warbler» - Setophaga striata (Forster, 1772) - Пестрогрудый лесной певун                                                           | Оригинальное изображение датировано маем 1829 года. |        |
| CXXXIV    |             | - «Hemlock Warbler» - Setophaga fusca (Müller, 1776) - Еловый лесной певун                                                                       | Оригинальное изображение датировано 12 августа 1829 года. На рисунке изображены самки, которых Одюбон принял за новый вид. В Octavo Edition ошибка не была исправлена. |        |
| CXXXV     |             | - «Blackburnian Warbler» - Setophaga fusca (Müller, 1776) - Еловый лесной певун                                                                  | Оригинальное изображение самца датировано 12 мая 1812 года и сделано на берегах реки Скулкилл в Филадельфии. В Octavo Edition Одюбон добавил на рисунок самку. |        |
| CXXXVI    |             | - «Meadow Lark» - Sturnella magna (Linnaeus, 1758)                                                                                               | |        |
| CXXXVII   |             | - «Yellow-breasted Chat» - Icteria virens (Linnaeus, 1758) - Иктерия                                                                             | Оригинальное изображение датировано 7 июня 1829 года. Иллюстрация сделана во время путешествия по сосновым лесам Пенсильвании и болотам Нью-Джерси. Хэвелл по согласованию с Одюбоном убрал одну из птиц оригинального рисунка. |        |
| CXXXVIII  |             | - «Connecticut Warbler» - Oporornis agilis (Wilson, 1812)                                                                                        | Оригинальное изображение датировано 22 сентября 1829 года. На заднем плане Леман изобразил мыльнянку. |        |
| CXXXIX    |             | - «Field Sparrow» - Spizella pusilla (Wilson, 1810)                                                                                              | |        |
| CXL       |             | - «Pine Creeping Warbler» - Setophaga pinus (Linnaeus, 1766) - Сосновый лесной певун                                                             | |        |
| CXLI      |             | - «Goshawk» / «Stanley Hawk» - Accipiter gentilis (Linnaeus, 1758) / Accipiter cooperii (Bonaparte, 1828) - Ястреб-тетеревятник / Куперов ястреб | Изображение собрано из трёх частей: взрослый ястреб-тетеревятник (снизу слева) и Куперов ястреб (снизу справа) нарисованы пастелью, а молодой ястреб-тетеревятник добавлен акварелью спустя почти 20 лет. |        |
| CXLII     |             | - «American Sparrow Hawk» - Falco sparverius Linnaeus, 1758 - Воробьиная пустельга                                                               | |        |
| CXLIII    |             | - «Golden-crowned Thrush» - Seiurus aurocapilla (Linnaeus, 1766) - Золотоголовый дроздовый певун                                                 | Оригинальное изображение датировано маем 1829 года. |        |
| CXLIV     |             | - «Small Green Crested Flycatcher» - Empidonax virescens (Vieillot, 1818)                                                                        | Оригинальное изображение датировано маем 1829 года. Одюбон различал только Empidonax virescens и Empidonax traillii, хотя в Северной Америке обитает ещё два схожих вида. |        |
| CXLV      |             | - «Yellow Red-poll Warbler» - Setophaga palmarum (Gmelin, 1789) - Пальмовый лесной певун                                                         | Одюбон полагал западных и восточных птиц разными видами. Переубедить его смог Бахман зимой 1833—1834 годов. |        |
| CXLVI     |             | - «Fish Crow» - Corvus ossifragus Wilson, 1812 - Рыбный ворон                                                                                    | |        |
| CXLVII    |             | - «Night Hawk» - Chordeiles minor (Forster, 1771)                                                                                                | |        |
| CXLVIII   |             | - «Pine Swamp Warbler» - Setophaga caerulescens (Gmelin, 1789) - Синеспинный лесной певун                                                        | Оригинальное изображение самки и молодого синеспинного лесного певуна сделано 11 августа 1829 года в Пенсильвании. |        |
| CXLIX     |             | - «Sharp-tailed Finch» - Ammospiza caudacuta (Gmelin, 1788) - Острохвостая саванная овсянка                                                      | |        |
| CL        |             | - «Red-eyed Vireo» - Vireo olivaceus (Linnaeus, 1766) - Красноглазый виреон                                                                      | Мейсон или Хэвелл добавили к оригинальному изображению паутину и несколько веточек. |        |
| CLI       |             | - «Turkey Buzzard» - Cathartes aura Linnaeus, 1758 - Гриф-индейка                                                                                | |        |
| CLII      |             | - «White-breasted Black-capped Nuthatch» - Sitta carolinensis Latham, 1790 - Каролинский поползень                                               | |        |
| CLIII     |             | - «Yellow-crown Warbler» - Setophaga coronata (Linnaeus, 1766) - Миртовый лесной певун                                                           | Эта птица с востока Северной Америки, долгое время она считалась конспецифичной с похожей птицей с западной части континента — Setophaga auduboni (иллюстрация 395). |        |
| CLIV      |             | - «Tennessee Warbler» - Leiothlypis peregrina (Wilson, 1811)                                                                                     | |        |
| CLV       |             | - «Black-throated Blue Warbler» - Setophaga caerulescens (Gmelin, 1789) - Синеспинный лесной певун                                               | |        |
| CLVI      |             | - «American Crow» - Corvus brachyrhynchos Brehm, 1822 - Американский ворон                                                                       | |        |
| CLVII     |             | - «Rusty Grakle» - Euphagus carolinus (Müller, 1776) - Ржавчатый малый трупиал                                                                   | |        |
| CLVIII    |             | - «American Swift» - Chaetura pelagica (Linnaeus, 1758) - Дымчатый иглохвост                                                                     | |        |
| CLIX      |             | - «Cardinal Grosbeak» - Cardinalis cardinalis Linnaeus, 175) - Красный кардинал                                                                  | |        |
| CLX       |             | - «Carolina Titmouse» - Poecile carolinensis (Audubon, 1834)                                                                                     | Одюбон был уверен, что на иллюстрации изображены черношапочные гаички (иллюстрация 353), пока не достиг штата Мэн в мае 1833 года, где обнаружил, что нарисованные им в Новом Орлеане птицы — новый вид. |        |
| CLXI      |             | - «Brasilian Caracara Eagle» - Caracara plancus (Miller, 1777)                                                                                   | Одюбон впервые увидел птицу в Сент-Огастин во Флориде в 1831—1832 годы. Ему пришлось рисовать очень быстро, так как на жарком солнце тушка быстро портилась. Два изображения одной птицы — сверху и снизу — стали атакующей и защищающейся птицами. Долгое время птицы Флориды и Техаса считались отдельным видом, названным в честь Одюбона, прежде чем его не признали синонимом южноамериканского вида.                                                     |        |
| CLXII     |             | - «Zenaida Dove» - Zenaida aurita (Temminck, 1809) - Антильская горлица                                                                          | |        |
| CLXIII    |             | - «Palm Warbler» - Setophaga palmarum (Gmelin, 1789) - Пальмовый лесной певун                                                                    | Одюбон полагал западных и восточных птиц разными видами. Переубедить его смог Бахман зимой 1833—1834 годов. |        |
| CLXIV     |             | - «Tawny Thrush» - Catharus fuscescens (Stephens, 1817) - Бурый короткоклювый дрозд                                                              | Иллюстрация сделана во время путешествия по заливам Мэн и Фанди осенью 1832 года, которое Одюбон совершал вместе со всей семьёй. |        |
| CLXV      |             | - «Bachman’s Finch» - Peucaea aestivalis (Lichtenstein, 1823)                                                                                    | Птица для рисунка предоставлена Бахманом, веточку на заднем плане нарисовала Мария Мартин. |        |
| CLXVI     |             | - «Rough-legged Falcon» - Buteo lagopus (Pontoppidan, 1763) - Мохноногий канюк                                                                   | Одюбон определил, что это самец среднего возраста. |        |
| CLXVII    |             | - «Key-west Dove» - Geotrygon chrysia Bonaparte, 1855                                                                                            | |        |
| CLXVIII   |             | - «Fork-tailed Flycatcher» - Tyrannus savana Daudin, 1802                                                                                        | Иллюстрация сделана весной-летом 1829 года во время путешествия по сосновым лесам Пенсильвании и болотам Нью-Джерси. Gordonia lasianthus на заднем плане подготовлена Марей Мартин. |        |
| CLXIX     |             | - «Mangrove Cuckoo» - Coccyzus minor (Gmelin, 1788)                                                                                              | Иллюстрация сделана во время путешествия по Флорида-Кис в апреле-мае 1832 года. |        |
| CLXX      |             | - «Piping Flycatcher» - Tyrannus dominicensis (Gmelin, 1788)                                                                                     | |        |
| CLXXI     |             | - «Barn Owl» - Tyto alba (Scopoli, 1769) - Обыкновенная сипуха                                                                                   | Птиц для иллюстрации предоставил Ричард Харлан из Филадельфии. На оригинальном рисунке птицы изображены на белом фоне. Тёмный задний план, предположительно, был добавлен Хэвеллом. |        |
| CLXXII    |             | - «Blue-headed Pigeon» - Starnoenas cyanocephala (Linnaeus, 1758) - Синеголовый земляной голубь                                                  | Одюбон встретил нескольких птиц в начале мая 1832 года в Ки-Уэст, это единственное задокументированное свидетельство пребывания этого вида в Северной Америке. Растения на заднем плане нарисованы Леманом. |        |
| CLXXIII   |             | - «Barn Swallow» - Hirundo rustica Linnaeus, 1758 - Деревенская ласточка                                                                         | |        |
| CLXXIV    |             | - «Olive sided Flycatcher» - Contopus cooperi (Swainson, 1832)                                                                                   | Эту птицу Одюбону показал Томас Наттолл в Бостоне. |        |
| CLXXV     |             | - «Nuttall’s lesser-marsh Wren» - Cistothorus stellaris (Naumann, 1823)                                                                          | |        |
| CLXXVI    |             | - «Spotted Grouse» - Falcipennis canadensis (Linnaeus, 1758) - Канадская дикуша                                                                  | Иллюстрация сделана во время путешествия по заливам Мэн и Фанди осенью 1832 года, которое Одюбон совершал вместе со всей семьёй. |        |
| CLXXVII   |             | - «White-crowned Pigeon» - Patagioenas leucocephala (Linnaeus, 1758)                                                                             | Птицы изображены на кордии в Ки-Уэст, задний план доработан Леманом. |        |
| CLXXVIII  |             | - «Orange-crowned Warbler» - Leiothlypis celata (Say, 1822)                                                                                      | |        |
| CLXXIX    |             | - «Wood Wren» - Troglodytes aedon (Vieillot, 1809) - Домовый крапивник                                                                           | |        |
| CLXXX     |             | - «Pine Finch» - Spinus pinus (Wilson, 1810) - Сосновый чиж                                                                                      | Две птицы на веточке лиственницы американской Одюбон нарисовал в Нью-Брансуике в 1832 году во время путешествия с семьёй. |        |
| CLXXXI    |             | - «Golden Eagle» - Aquila chrysaetos (Linnaeus, 1758) - Беркут                                                                                   | Одюбон купил на рынке живую птицу, попавшую в капкан в Вермонте. По словам самого Одюбона, беркут стал самой сложной птицей со времён первой иллюстрации, во время рисования с ним случился удар, и он несколько дней пролежал в постели. Позднее он обозначил птицу самцом, хотя на иллюстрации изображена самка. Исследователи утверждают, что это преднамеренная ошибка: Одюбон сознательно изменил пол птицы, чтобы скрыть от общества, что он убил самку. |        |
| CLXXXII   |             | - «Ground Dove» - Columbina passerina (Linnaeus, 1758)                                                                                           | Иллюстрация сделана на второй неделе пребывания Одюбона в доме Бахмана в Чарлстоне в октябре 1831 года. Ветка апельсина нарисована Леманом. |        |
| CLXXXIII  |             | - «American Golden crested-Wren» - Regulus satrapa (Lichtenstein, 1823) - Золотоголовый королёк                                                  | Изображение сделано в Чарлстоне осенью 1831 года. Ветка Thalia dealbata была добавлена Леманом. Он не цветёт в то время, когда королёк прилетает в южные штаты. |        |
| CLXXXIV   |             | - «Mangrove Humming Bird» - Anthracothorax nigricollis (Vieillot, 1817) - Черногорлый манго                                                      | Одюбон нарисовал трёх самцов с одного экземпляра, которого Бахману передал Штробель из Ки-Уэст во Флориде. Самка нарисована Марией Мартин с экземпляра из Чарлстонского музея. Учёные сомневаются что эти колибри долетали до Флориды. |        |
| CLXXXV    |             | - «Bachman’s Warbler» - Vermivora bachmanii Audubon, 1833 - Багамский пеночковый певун                                                           | Птицу обнаружил Бахман, в честь которого она и получила своё название, в 1835 году около Чарлстона. С тех пор её видели лишь несколько раз. Последний раз её наблюдали в 1988 году. Мария Мартин нарисовала веточку франклинии, которая вымерла в дикой природе, но прижилась в садах Филадельфии, а Одюбон поместил птицу прямо на этот рисунок. |        |
| CLXXXVI   |             | - «Pinnated Grouse» - Tympanuchus cupido (Linnaeus, 1758) - Луговой тетерев                                                                      | |        |
| CLXXXVII  |             | - «Boat-tailed Grackle» - Quiscalus major Vieillot, 1819 - Лодкохвостый гракл                                                                    | Иллюстрация предположительно сделана весной 1832 года в Чарлстоне, ветку дуба нарисовал Леман. Известно ещё как минимум два рисунка лодкохвостого гракла, выполненных Одюбоном. |        |
| CLXXXVIII |             | - «Tree Sparrow» - Spizelloides arborea (Wilson, 1810)                                                                                           | Одна из первых птиц, нарисованных Джоном Вудхаузом Одюбоном. |        |
| CLXXXIX   |             | - «Snow Bunting» - Plectrophenax nivalis (Linnaeus, 1758) - Пуночка                                                                              | Предположительно, рисунок сделан в Бостоне зимой 1832—1833 годов. |        |
| CXC       |             | - «Yellow bellied Woodpecker» - Sphyrapicus varius (Linnaeus, 1766) - Желтобрюхий дятел-сосун                                                    | |        |
| CXCI      |             | - «Willow Grouse, or Large Ptarmigan» - Lagopus lagopus (Linnaeus, 1758) - Белая куропатка                                                       | Пару птиц в брачном наряде добыл Джордж Шаттук во время экспедиции на полуостров Лабрадор. |        |
| CXCII     |             | - «Great cinereous Shrike, or Butcher Bird» - Lanius borealis Vieillot, 1808 - Северный сорокопут                                                | Одюбон не отличал северного сорокопута от американского жулана (иллюстрация 57). |        |
| CXCIII    |             | - «Lincoln Finch» - Melospiza lincolnii (Audubon, 1834) - Зонотрихия Линкольна                                                                   | Одюбон впервые встретил птиц на полуострове Лабрадор в 1832 году. |        |
| CXCIV     |             | - «Canadian Titmouse» - Poecile hudsonicus (Forster, 1772)                                                                                       | Изображение сделано 20 июля 1833 года на полуострове Лабрадор. |        |
| CXCV      |             | - «Ruby crowned Wren» - Regulus calendula (Linnaeus, 1766) - Рубиновоголовый королёк                                                             | |        |
| CXCVI     |             | - «Labrador Falcon» - Falco rusticolus Linnaeus, 1758 - Кречет                                                                                   | Пара птиц была отстрелена сыном Одюбона Джоном Вудхаузом на полуострове Лабрадор. Одюбон рисовал их всю ночь и очень устал, что связывал со своим возрастом. |        |
| CXCVII    |             | - «American Crossbill» - Loxia curvirostra Linnaeus, 1758 - Клёст-еловик                                                                         | Приедположительно, иллюстрация сделана летом 1832 года в штате Мэн. |        |
| CXCVIII   |             | - «Brown headed Worm eating Warbler» - Limnothlypis swainsonii (Audubon, 1834) - Большой певун-барсучок                                          | Одюбон назвал птицу в честь Бахмана, который её обнаружил на берегу реки близ Чарлстона. Цветы и бабочка на заднем плане нарисованы Марией Мартин. |        |
| CXCIX     |             | - «Little Owl» - Aegolius acadicus (Gmelin, 1788) - Североамериканский мохноногий сыч                                                            | |        |
| CC        |             | - «Shore Lark» - Eremophila alpestris (Linnaeus, 1758) - Рогатый жаворонок                                                                       | Иллюстрация сделана во время путешествия на полуостров Лабрадор весной-летом 1833 года. |        |

## Том 3
| Номер      | Иллюстрация | - «Птицы Америки» - Научное название - На русском языке                                                            | Описание | Ссылка |
| ---------- | ----------- | --- | --- | ------ |
| CCI        |             | - «Canada Goose» - Branta canadensis (Linnaeus, 1758) - Канадская казарка                                          | |        |
| CCII       |             | - «Red-Throated Diver» - Gavia stellata (Pontoppidan, 1763) - Краснозобая гагара                                   | |        |
| CCIII      |             | - «Fresh Water Marsh Hen» - Rallus elegans Audubon, 1834 - Королевский пастушок                                    | Иллюстрация собрана зимой 1833—1834 годов в доме Бахмана в Чарлстоне на основе отдельных рисунков, сделанных ранее. В отличие от Вильсона и Наттолла, которые считали королевского пастушка и Rallus crepitans взрослой и молодой птицами, Одюбон разделял их на два вида. |        |
| CCIV       |             | - «Salt Water Marsh Hen» - Rallus crepitans Gmelin, 1789                                                           | Иллюстрация собрана зимой 1833—1834 годов в доме Бахмана в Чарлстоне на основе отдельных рисунков, сделанных ранее. В отличие от Вильсона и Наттолла, которые считали королевского пастушка и Rallus crepitans взрослой и молодой птицами, Одюбон разделял их на два вида. |        |
| CCV        |             | - «Virginia Rail» - Rallus limicola Vieillot, 1819 - Центральноамериканский пастушок                               | |        |
| CCVI       |             | - «Summer, or Wood Duck» - Aix sponsa (Linnaeus, 1758) - Каролинская утка                                          | Изображение собрано по частям из более ранних рисунков. На оригинальном изображении присутствует также инструкция для гравёра по корректной передаче глаз и надклювья. |        |
| CCVII      |             | - «Booby Gannet» - Sula leucogaster (Boddaert, 1783) - Бурая олуша                                                 | Птицы гнездились в больших количествах на песчаных островках около Ки-Уэст когда Одюбон был там в 1832 году. |        |
| CCVIII     |             | - «Esquimaux Curlew» - Numenius borealis (Forster, 1772) - Эскимосский кроншнеп                                    | Одюбон наблюдал многочисленных птиц на Бра-д’Ор 29 июля 1833 года. |        |
| CCIX       |             | - «Wilson’s Plover» - Charadrius wilsonia (Ord, 1814) - Зуёк Вильсона                                              | |        |
| CCX        |             | - «Least Bittern» - Ixobrychus exilis (Gmelin, 1789) - Индейский волчок                                            | Одюбон нарисовал двух взрослых птиц в 1832 году в Филадельфии; завершающая композицию молодая особь была нарисована 12-ю годами ранее, когда Одюбон работал таксидермистом в Цинциннати. |        |
| CCXI       |             | - «Great blue Heron» - Ardea herodias Linnaeus, 1758 - Большая голубая цапля                                       | |        |
| CCXII      |             | - «Common American Gull» - Larus delawarensis Ord, 1815 - Делавэрская чайка                                        | Одюбон использовал латинское название Larus Canus, которое применяется для сизой чайки. |        |
| CCXIII     |             | - «Puffin» - Fratercula arctica (Linnaeus, 1758) - Тупик                                                           | |        |
| CCXIV      |             | - «Razor Bill» - Alca torda Linnaeus, 1758 - Гагарка                                                               | |        |
| CCXV       |             | - «Hyperborean phalarope» - Phalaropus lobatus (Linnaeus, 1758) - Круглоносый плавунчик                            | |        |
| CCXVI      |             | - «Wood Ibiss» - Mycteria americana Linnaeus, 1758 - Американский клювач                                           | |        |
| CCXVII     |             | - «Louisiana Heron» - Egretta tricolor Müller, 1776 - Трёхцветная цапля                                            | На заднем плане, который выглядит как типичный тропический ландшафт Центральной Америки, Леман изобразил Флорида-Кис. |        |
| CCXVIII    |             | - «Foolish Guillemot» - Uria aalge (Pontoppidan, 1763) - Тонкоклювая кайра                                         | |        |
| CCXIX      |             | - «Black Guillemot» - Cepphus grylle (Linnaeus, 1758) - Обыкновенный чистик                                        | |        |
| CCXX       |             | - «Piping Plover» - Charadrius melodus (Ord, 1824) - Желтоногий зуёк                                               | Одюбон не отличал этого зуйка от северного Charadrius nivosus и полагал, что вид распространён от Техаса до залива Лаврентия. |        |
| CCXXI      |             | - «Mallard Duck» - Anas platyrhynchos Linnaeus, 1758 - Кряква                                                      | |        |
| CCXXII     |             | - «White Ibis» - Eudocimus albus (Linnaeus, 1758) - Белый ибис                                                     | |        |
| CCXXIII    |             | - «Pied oyster-catcher» - Haematopus palliatus Temminck, 1820 - Американский кулик-сорока                          | Одюбон писал, что птицы обитают как на юге от Техаса до Лонг-Айленда, так и на северном от залива Фанди до полуострова Лабрадор, однако ареал современных птиц не заходит так далеко на север. Питерсон предполагал, что на севере мог обитать вымерший вид, как лабрадорская гага, либо туда могли добираться европейские птицы из Исландии. Он отмечал, что изображённая птица больше напоминает европейскую.     |        |
| CCXXIV     |             | - «Kittiwake Gull» - Rissa tridactyla (Linnaeus, 1758) - Обыкновенная моевка                                       | |        |
| CCXXV      |             | - «Kildeer Plover» - Charadrius vociferus Linnaeus, 1758 - Крикливый зуёк                                          | |        |
| CCXXVI     |             | - «Hooping Crane» - Grus americana (Linnaeus, 1758) - Американский журавль                                         | Одюбон ошибочно полагал, что более редкий американский журавль с белым оперением является взрослой особью, в то время как многочисленный канадский журавль (иллюстрация 261) — молодой птицей. На рисунке также изображён детёныш аллигатора. |        |
| CCXXVII    |             | - «Pin tailed Duck» - Anas acuta Linnaeus, 1758 - Шилохвость                                                       | Одюбон многократно наблюдал птиц на берегах реки Огайо. Задний план и насекомое, по-видимому, были нарисованы его сыном Виктором Гиффордом. |        |
| CCXXVIII   |             | - «Green winged Teal» - Anas carolinensis (Gmelin, 1789) - Зеленокрылый чирок                                      | |        |
| CCXXIX     |             | - «Scaup Duck» - Aythya affinis (Eyton, 1838) - Американская морская чернеть                                       | Из-за характерной белой полосы, которая заходит на первостепенные маховые перья, Питерсон идентифицирует птицу на рисунке как морскую чернеть. Сам Одюбон полагал, что он нарисовал американскую морскую чернеть, которая была сильнее распространена в Новом Орлеане. Именно Одюбон предположил, что это разные виды.                                                                                              |        |
| CCXXX      |             | - «Sanderling» - Calidris alba (Pallas, 1764) - Песчанка                                                           | |        |
| CCXXXI     |             | - «Long-billed Curlew» - Numenius americanus Bechstein, 1812                                                       | Иллюстрация сделана на второй неделе пребывания Одюбона в доме Бахмана в Чарлстоне в октябре 1831 года. В первоначальном изображении птицы создавали рисунок на белом фоне. Позднее Леман добавил на задний план виды Чарлстона и его порта. |        |
| CCXXXII    |             | - «Hooded Merganser» - Lophodytes cucullatus (Linnaeus, 1758) - Хохлатый крохаль                                   | |        |
| CCXXXIII   |             | - «Sora, or Rail» - Porzana carolina (Linnaeus, 1758                                                               | |        |
| CCXXXIV    |             | - «Ring-necked Duck» - Aythya collaris (Donovan, 1809) - Ошейниковая чернеть                                       | Оригинальное изображение сделано с использованием пастели, акварели и масла. |        |
| CCXXXV     |             | - «Sooty Tern» - Onychoprion fuscatus (Linnaeus, 1766) - Тёмная крачка                                             | Одюбон наблюдал птиц и массовый сбор их яиц в мае 1832 года в 70 км от Ки-Уэст во Флориде. В издании Abbeville Edition иллюстрация расположена вертикально, головой вниз. |        |
| CCXXXVI    |             | - «Night Heron, or Qua bird» - Nycticorax nycticorax (Linnaeus, 1758) - Обыкновенная кваква                        | Иллюстрация сделана в Чарлстоне в июне 1832 года. Задний план добавлен Леманом, как и лягушка, вырезанная из другого рисунка. Это одна из самых крупных иллюстраций. |        |
| CCXXXVII   |             | - «Hudsonian Curlew» - Numenius hudsonicus Latham, 1790                                                            | Одюбон считал американских и европейских птиц отдельными видами. |        |
| CCXXXVIII  |             | - «Great Marbled Godwit» - Limosa fedoa (Linnaeus, 1758) - Пятнистый веретенник                                    | Птицы были подстрелены 31 мая 1832 года близ Флорида-Кис. |        |
| CCXXXIX    |             | - «American Coot» - Fulica americana Gmelin, 1789 - Американская лысуха                                            | |        |
| CCXL       |             | - «Roseate Tern» - Sterna dougallii Montagu, 1813 - Розовая крачка                                                 | |        |
| CCXLI      |             | - «Black Backed Gull» - Larus marinus Linnaeus, 1758 - Морская чайка                                               | Одюбон изобразил подстреленную птицу. |        |
| CCXLII     |             | - «Snowy Heron, or White Egret» - Egretta thula (Molina, 1782) - Белая американская цапля                          | Иллюстрация сделана на корабле по дороге к Флорида-Кис в марте 1832 года с птицы, отстреленной во время путешествия по окрестностям Чарлстона или северной Флориде. На заднем плане изображена плантация в Южной Каролине. Штейнер утверждал, что задний план нарисован Леманом, по словам Ноблса человек с ружьём, возможно, является автопортретом Одюбона. Это единственная иллюстрация с изображением человека. |        |
| CCXLIII    |             | - «American Snipe» - Gallinago delicata Ord, 1825                                                                  | Иллюстрация сделана на корабле по дороге к Флорида-Кис в марте 1832 года с птицы, отстреленной во время путешествия по окрестностям Чарлстона или северной Флориде. На заднем плане Леман изобразил плантацию. |        |
| CCXLIV     |             | - «Common Gallinule» - Gallinula galeata (Lichtenstein, 1818)                                                      | |        |
| CCXLV      |             | - «Uria Brunnichi» - Uria lomvia (Linnaeus, 1758) - Толстоклювая кайра                                             | Одюбон не видел этих птиц сам, тушка для иллюстрации была прислана ему из Мэна. |        |
| CCXLVI     |             | - «Eider Duck» - Somateria mollissima (Linnaeus, 1758) - Обыкновенная гага                                         | Одюбон видел птиц в большом количестве во время путешествия на полуостров Лабрадор. Изображение критикуется за излишний драматизм. |        |
| CCXLVII    |             | - «Velvet Duck» - Melanitta deglandi (Bonaparte, 1850) - Горбоносый турпан                                         | |        |
| CCXLVIII   |             | - «American Pied-bill» - Podilymbus podiceps (Linnaeus, 1758) - Каролинская поганка                                | На одном изображении нарисована одна птица в брачном оперении и одна в зимнем. |        |
| CCXLIX     |             | - «Tufted Auk» - Fratercula cirrhata (Pallas, 1769) - Топорок                                                      | Одюбон сделал рисунок с птицы, подстреленной в устье реки Кеннебек в штате Мэн, с тех пор эту тихоокеанскую птицу не видели на восточном побережье Северной Америки. |        |
| CCL        |             | - «Arctic Tern» - Sterna paradisaea Pontoppidan, 1763 - Полярная крачка                                            | |        |
| CCLI       |             | - «Brown Pelican» - Pelecanus occidentalis Linnaeus, 1766 - Американский бурый пеликан                             | |        |
| CCLII      |             | - «Florida Cormorant» - Phalacrocorax auritus (Lesson, 1831) - Ушастый баклан                                      | Одюбон посетил колонию бакланов во Флорида-Кис в апреле 1832 года. Он полагал птиц Флориды отдельным видом. |        |
| CCLIII     |             | - «Jager» - Stercorarius pomarinus Temminck, 1815 - Средний поморник                                               | Одюбон наблюдал птиц во время путешествия к полуострову Лабрадор, а изображённую на иллюстрации самку подстрелил член экспедиции 30 июля 1832 года. |        |
| CCLIV      |             | - «Wilson’s Phalarope» - Phalaropus tricolor (Vieillot, 1819) - Трёхцветный плавунчик                              | По ошибке Одюбон обозначил левую птицу как самку, а правую — как самца. Вместе с тем, у трёхцветного плавунчика оперение самки ярче, чем самца, а птица слева — это самец в осеннем наряде. |        |
| CCLV       |             | - «Red Phalarope» - Phalaropus fulicarius (Linnaeus, 1758) - Плосконосый плавунчик                                 | Впервые Одюбон увидел птиц в 1808 году в Кентукки близ Луисвилла, центральная птица в осеннем оперении скорее всего скопирована с рисунка того времени. Две другие птицы были предоставлены Джеймсом Кларком Россом. Одюбон, как и в случае остальных плавунчиков, перепутал самца и самку. |        |
| CCLVI      |             | - «Purple Heron» - Egretta rufescens (Gmelin, 1789)                                                                | Одюбон наблюдал сотни птиц во Флорида-Кис. Он полагал, что белое оперение принадлежит молодым птицам, когда в действительности это две разные морфы. |        |
| CCLVII     |             | - «Double-crested Cormorant» - Phalacrocorax auritus (Lesson, 1831)                                                | |        |
| CCLVIII    |             | - «Hudsonian Godwit» - Limosa haemastica (Linnaeus, 1758) - Канадский веретенник                                   | Справа Джон Вудхауз изобразил молодую птицу, которую получил от нанятого охотника в 1832 году, слева сам Одюбон изобразил взрослую птицу, тушку которой ему передал Томасом Маккалохом в 1835 году. Одюбон поднял птице крыло чтобы показать чёрную область под ним, которой канадский веретенник отличается от европейского.                                                                                       |        |
| CCLIX      |             | - «Horned Grebe» - Podiceps auritus (Linnaeus, 1758) - Красношейная поганка                                        | Иллюстрация сделана зимой 1833—1834 годов в доме Бахмана в Чарлстоне. |        |
| CCLX       |             | - «Fork-tail Petrel» - Oceanodroma leucorhoa (Vieillot, 1818) - Северная качурка                                   | Одюбон наблюдал их в большом количестве в Большой Ньюфаундлендской банке. |        |
| CCLXI      |             | - «Hooping Crane» - Antigone canadensis (Linnaeus, 1758) - Канадский журавль                                       | Одюбон ошибочно полагал, что более редкий американский журавль (иллюстрация 226) с белым оперением является взрослой особью, в то время как многочисленный канадский журавль — молодой птицей. |        |
| CCLXII     |             | - «Tropic Bird» - Phaethon lepturus Daudin, 1802 - Белохвостый фаэтон                                              | Две особи были подстрелены Робертом Деем у берегов Ки-Уэст летом 1832 года. Сам Одюбон никогда не видел живых особей. |        |
| CCLXIII    |             | - «Pigmy Curlew» - Calidris ferruginea (Pontoppidan, 1763) - Краснозобик                                           | Изображённого на иллюстрации справа самца Одюбон подстрелил на Лонг-Айленде. Птицы преимущественно обитают в Евразии, но иногда залетают в Северную Америку. |        |
| CCLXIV     |             | - «Fulmar Petrel» - Fulmarus glacialis (Linnaeus, 1761) - Глупыш                                                   | Одюбон повстречал птицу на Большой Ньюфаундлендской банке. |        |
| CCLXV      |             | - «Buff breasted Sandpiper» - Calidris subruficollis (Vieillot, 1819) - Канадский песочник                         | Птицу слева Одюбон нарисовал на основе тушки из Бостона, а птицу справа для него добыли в Англии, куда канадский песочник изредка залетает. |        |
| CCLXVI     |             | - «Common Cormorant» - Phalacrocorax carbo (Linnaeus, 1758) - Большой баклан                                       | Иллюстрация сделана во время путешествия на полуостров Лабрадор весной-летом 1833 года. |        |
| CCLXVII    |             | - «Arctic Yager» - Stercorarius longicaudus Vieillot, 1819 - Длиннохвостый поморник                                | |        |
| CCLXVIII   |             | - «American Woodcock» - Scolopax minor Gmelin, 1789 - Американский вальдшнеп                                       | |        |
| CCLXIX     |             | - «Greenshank» - Tringa nebularia (Gunnerus, 1767) - Большой улит                                                  | Эти птицы крайне редко залетают в Америку. Одюбон утверждал, что он подстрелил трёх птиц 28 мая 1832 года во Флориде. Илююстрация сделана в Лондоне, на заднем плане Леман изобразил старый испанский форт в Сент-Огастин. |        |
| CCLXX      |             | - «Stormy Petrel» - Oceanites oceanicus Kuhl, 1820 - Качурка Вильсона                                              | Изображение сделано во время первого путешествия из Нового Орлеана в Англию в 1826 году. |        |
| CCLXXI     |             | - «Frigate Pelican» - Fregata magnificens Mathews, 1914 - Великолепный фрегат                                      | Одюбон наблюдал птиц близ Ки-Уэст. |        |
| CCLXXII    |             | - «Richardson’s Jager» - Stercorarius parasiticus (Linnaeus, 1758) - Короткохвостый поморник                       | |        |
| CCLXXIII   |             | - «Cayenne Tern» - Thalasseus maximus (Boddaert, 1783) - Королевская крачка                                        | Одюбон был удивлён, увидев, как он полагал, тот же вид в Техасе и Лабрадоре. По-видимому, на севере он наблюдал очень похожую чеграву (Hydroprogne caspia), которую никогда не пытался зарисовать. |        |
| CCLXXIV    |             | - «Semipalmated Snipe, or Willet» - Tringa semipalmata Gmelin, 1789 - Перепончатопалый улит                        | |        |
| CCLXXV     |             | - «Noddy Tern» - Anous stolidus (Linnaeus, 1758) - Обыкновенная глупая крачка                                      | Одюбон наблюдал колонию птиц 9 мая 1832 года близ Ки-Уэст. |        |
| CCLXXVI    |             | - «King Duck» - Somateria spectabilis (Linnaeus, 1758) - Гага-гребенушка                                           | Одюбон рисовал птиц в Бостоне, но в большом количестве наблюдал во время путешествия на полуостров Лабрадор. |        |
| CCLXXVII   |             | - «Hutchins’s Barnacle Goose» - Branta hutchinsii (Richardson, 1832) - Малая канадская казарка                     | Одюбон получил экземпляр от британского полярного исследователя Джеймса Кларка Росса. |        |
| CCLXXVIII  |             | - «Schinz’s Sandpiper» - Calidris fuscicollis (Vieillot, 1819) - Бонапартов песочник                               | Одюбон сделал рисунок с птиц, подстреленных 2 декабря 1831 года близ Сент-Огастина. На левой птице он не изобразил характерную белую отметку, поэтому в некоторых источниках птицу на этой иллюстрации идентифицируют как чернозобика. |        |
| CCLXXIX    |             | - «Sandwich Tern» - Thalasseus sandvicensis (Latham, 1787) - Пестроносая крачка                                    | Одюбон наблюдал стаю птиц 26 мая 1832 года с парохода, направляющегося во Флорида-Кис. |        |
| CCLXXX     |             | - «Black Tern» - Chlidonias niger (Linnaeus, 1758) - Чёрная болотная крачка                                        | Старые гнёзда чёрной болотной крачки Одюбон показывал Вильсону во время визита последнего в Кентукки в 1810 году. |        |
| CCLXXXI    |             | - «Great White Heron» - Ardea herodias Linnaeus, 1758 - Большая голубая цапля                                      | Одюбон первым встретил белую морфу большой голубой цапли во время путешествия к Индиан-Ки во Флориде в апреле-мае 1832 года и посчитал её новым видом. На заднем плане Леман изобразил штормовое небо над Ки-Уэст. Одюбон привёз четырёх птиц Бахману, они стали гонять его кур и уток, убили одного из котов, а затем стали атаковать детей Бахмана, после чего птиц пришлось умертвить.                           |        |
| CCLXXXII   |             | - «White-winged silvery Gull» - Larus glaucoides B. Meyer, 1822 - Полярная чайка                                   | |        |
| CCLXXXIII  |             | - «Wandering Shearwater» - Ardenna gravis (O'Reilly, 1818) - Большой пестробрюхий буревестник                      | |        |
| CCLXXXIV   |             | - «Purple Sandpiper» - Calidris maritima (Brünnich, 1764) - Морской песочник                                       | Слева изображён зуёк Вильсона (иллюстрация 209), предпочитающий северные каменистые пляжи, а справа — два морских песочника, обитающих на песчаных пляжах. |        |
| CCLXXXV    |             | - «Fork-tailed Gull» - Xema sabini (Sabine, 1819) - Вилохвостая чайка                                              | Одюбон наблюдал эту чайку в Галифаксе в Новой Шотландии. Другая птица — песчанка — по недосмотру не попала на иллюстрацию 230 и Хэвелл с разрешения Одюбона добавил её к этому рисунку. |        |
| CCLXXXVI   |             | - «White-fronted Goose» - Anser albifrons (Scopoli, 1769) - Белолобый гусь                                         | Одюбон наблюдал птиц в большом количестве на берегах Огайо в Кентукки. |        |
| CCLXXXVII  |             | - «Ivory Gull» - Pagophila eburnea (Phipps, 1774) - Белая чайка                                                    | Одюбон сам не видел этих птиц, тушки для иллюстрации ему доставил Джеймс Кларк Росс. |        |
| CCLXXXVIII |             | - «Yellow Shank» - ringa flavipes (Gmelin, 1789) - Желтоногий улит                                                 | Богатый задний план с изображением болот Южной Каролины нарисован Леманом, некоторые исследователи полагают, что он же нарисовал и птицу. Это одно из самых дорогостоящих малых изображений. |        |
| CCLXXXIX   |             | - «Solitary Sandpiper» - Tringa solitaria (Wilson, 1813) - Улит-отшельник                                          | |        |
| CCXC       |             | - «Red backed Sandpiper» - Calidris alpina (Linnaeus, 1758) - Чернозобик                                           | Справа изображён самец в брачном оперении, слева — птица в зимнем оперении. |        |
| CCXCI      |             | - «Herring Gull» - Larus argentatus Pontoppidan, 1763 - Серебристая чайка                                          | |        |
| CCXCII     |             | - «Crested Grebe» - Podiceps cristatus (Linnaeus, 1758) - Большая поганка                                          | Эта птица не встречается в Северной Америке, Одюбон рисовал её с чучела в Англии. Остаётся неясным каких птиц Одюбон при этом описал в «Орнитологической биографии». |        |
| CCXCIII    |             | - «Large billed Puffin» - Fratercula corniculata (Naumann, 1821) - Ипатка                                          | Одюбон полагал, что видел птицу в заливе Фанди, но это скорее всего был атлантический тупик. Тихоокеанская ипатка была предоставлена Одюбону британским художником и орнитологом Джоном Гульдом. |        |
| CCXCIV     |             | - «Pectoral Sandpiper» - Calidris melanotos Vieillot, 1819 - Дутыш                                                 | На рисунке Одюбона изображена птица из окрестностей Лондона, но дутыш обитает и на севере Канады. |        |
| CCXCV      |             | - «Manks Shearwater» - Puffinus puffinus (Brünnich, 1764) - Обыкновенный буревестник                               | Одюбон сделал карандашный набросок птицы в 1831 году около Большой Ньюфаундлендской банки. |        |
| CCXCVI     |             | - «Barnacle Goose» - Branta leucopsis (Bechstein, 1803) - Белощёкая казарка                                        | Одюбон сам никогда не видел этих птиц. Рисунок, по-видимому, сделан в Англии с музейных экспонатов. |        |
| CCXCVII    |             | - «Harlequin Duck» - Histrionicus histrionicus (Linnaeus, 1758) - Каменушка                                        | Одюбон нарисовал самца в брачном наряде, молодого самца, а также самку в брачный сезон. |        |
| CCXCVIII   |             | - «Red-necked Grebe» - Podiceps grisegena (Boddaert, 1783) - Серощёкая поганка                                     | В штатах Нью-Йорк и Мэн Одюбон наблюдал этих птиц в зимнем оперении. Особи в брачном наряде, по-видимому, были приобретены на рынке в Бостоне. |        |
| CCXCIX     |             | - «Dusky Petrel» - Puffinus lherminieri Lesson, 1839                                                               | Одюбон наблюдал множество птиц в Мексиканском заливе около Нового Орлеана во время первого путешествия в Англию в 1826 году. С одной из подстреленных тогда птиц он сделал карандашный набросок, а через несколько лет — акварель. Хэвелл поместил на задний план скалистый берег, который не соответствует ландшафтам побережья Флориды.                                                                           |        |
| CCC        |             | - «Golden Plover» - Pluvialis dominica (Müller, 1776) / Pluvialis apricaria (Linnaeus, 1758) - / Золотистая ржанка | Птица слева — Pluvialis dominica, рисунок, по-видимому, сделан в Луизиане. Две птицы справа — европейская золотистая ржанка, иллюстрация сделана в Лондоне в 1830-е годы. |        |

## Том 4
| Номер       | Иллюстрация | - «Птицы Америки» - Научное название - На русском языке | Описание | Ссылка |
| ----------- | ----------- | --- | --- | ------ |
| CCCI        |             | - «Canvas backed Duck» - Aythya valisineria (Wilson, 1814) - Парусиновый нырок | На заднем плане изображён Балтимор. |        |
| CCCII       |             | - «Dusky Duck» - Anas rubripes (Brewster, 1902) - Американская чёрная кряква | |        |
| CCCIII      |             | - «Bartram Sandpiper» - Bartramia longicauda (Bechstein, 1812) - Бартрамия | Птиц для рисунка Одюбон подстрелил на реке Миссисипи. |        |
| CCCIV       |             | - «Turn-stone» - Arenaria interpres (Linnaeus, 1758) - Камнешарка | Рисунок сделан в Филадельфии в 1824 году. |        |
| CCCV        |             | - «Purple Gallinule» - Porphyrio martinicus Linnaeus, 1766 - Малая султанка | |        |
| CCCVI       |             | - «Great Northern Diver, or Loon» - Gavia immer (Brunnich, 1764) - Черноклювая гагара | Самца в брачном оперении Одюбон нарисовал в июле 1833 года на полуострове Лабрадор со свежеподстреленной птицы, самец в зимнем наряде был нарисован ранее. Помещение, в котором рисовал художник, протекало, от дождя он накрывал почти всё полотно, оставляя лишь участок, на котором работал. |        |
| CCCVII      |             | - «Blue Crane, or Heron» - Egretta caerulea (Linnaeus, 1758) - Малая голубая цапля | |        |
| CCCVIII     |             | - «Tell-tale Godwit, or Snipe» - Tringa melanoleuca (Gmelin, 1789) - Пёстрый улит | |        |
| CCCIX       |             | - «Great Tern» - Sterna hirundo Linnaeus, 1758 - Речная крачка | |        |
| CCCX        |             | - «Spotted Sandpiper» - Actitis macularius (Linnaeus, 1766) - Пятнистый перевозчик | |        |
| CCCXI       |             | - «American White Pelican» - Pelecanus erythrorhynchos Gmelin, 1789 - Американский белый пеликан | |        |
| CCCXII      |             | - «Long-tailed Duck» - Clangula hyemalis (Linnaeus, 1758) - Морянка | Одюбон поместил на рисунок самца в брачном оперении, самца в зимнем оперении, а также самку с тремя утятами. |        |
| CCCXIII     |             | - «Blue-Winged Teal» - Spatula discors (Linnaeus, 1766) - Голубокрылый чирок | Роджер Тори Петерсон отмечает неудачное статическое положение птиц. |        |
| CCCXIV      |             | - «Black-headed Gull» - Leucophaeus atricilla (Linnaeus, 1758) - Ацтекская чайка | |        |
| CCCXV       |             | - «Red-breasted Sandpiper» - Calidris canutus (Linnaeus, 1758) - Исландский песочник | |        |
| CCCXVI      |             | - «Black-bellied Darter» - Anhinga anhinga (Linnaeus, 1766) - Американская змеешейка | |        |
| CCCXVII     |             | - «Black, or Surf Duck» - Melanitta americana (Swainson, 1832) - Американская синьга | Одюбон видел птиц в Нью-Джерси и многих других местах, но на полуострове Лабрадор он искал гнёзда. Он смог найти только одно и подстрелить самку, слетевшую с гнезда. Возможно, именно она изображена на рисунке, сделанном в 1833 году. |        |
| CCCXVIII    |             | - «American Avocet» - Recurvirostra americana Gmelin, 1789 - Американская шилоклювка | |        |
| CCCXIX      |             | - «Lesser Tern» - Sternula antillarum (Lesson, 1847) - Карликовая крачка | |        |
| CCCXX       |             | - «Little Sandpiper» - Calidris minutilla Vieillot, 1819 - Песочник-крошка | Хэвелл немного скорректировал задний план по сравнению с оригинальным рисунком. |        |
| CCCXXI      |             | - «Roseate Spoonbill» - Platalea ajaja Linnaeus, 1758 - Розовая колпица | |        |
| CCCXXII     |             | - «Red-headed Duck» - Aythya americana (Eyton, 1838) - Американский красноголовый нырок | Одюбон получил двух птиц от Даниеля Вебстера из Бостона. |        |
| CCCXXIII    |             | - «Black Skimmer, or Shearwater» - Rynchops niger Linnaeus, 1758 - Чёрный водорез | |        |
| CCCXXIV     |             | - «Bonapartian Gull» - Chroicocephalus philadelphia (Ord, 1815) - Бонапартова чайка | |        |
| CCCXXV      |             | - «Buffel-headed Duck» - Bucephala albeola (Linnaeus, 1758) - Малый гоголь | |        |
| CCCXXVI     |             | - «Gannet» - Morus bassanus (Linnaeus, 1758) - Северная олуша | Одюбон провёл два дня на каменистом острове в заливе Святого Лаврентия, где расположилась колония олуш, рисуя птиц и окружающие пейзажи. |        |
| CCCXXVII    |             | - «Shoveller Duck» - Spatula clypeata (Linnaeus, 1758) - Широконоска | |        |
| CCCXXVIII   |             | - «Long-legged Avocet» - Himantopus mexicanus (Müller, 1776) | Хэвелл внёс существенные изменения в изображение заднего плана по сравнению с оригинальным рисунком. |        |
| CCCXXIX     |             | - «Yellow-breasted Rail» - Coturnicops noveboracensis (Gmelin, 1789) | |        |
| CCCXXX      |             | - «Ring Plover» - Charadrius semipalmatus (Bonaparte, 1825) - Перепончатопалый галстучник | Рисунок сделан в Филадельфии в 1824 году. Одюбон не встречал птиц в брачном наряде до тех пор пока не отправился на полуостров Лабрадор. |        |
| CCCXXXI     |             | - «Goosander» - Mergus merganser Linnaeus, 1758 - Большой крохаль | Одюбон изобразил птиц в типичном ландшафте — на заднем плане виднеется Кохос-Фоллс в штате Нью-Йорк. |        |
| CCCXXXII    |             | - «Pied Duck» - Camptorhynchus labradorius (Gmelin, 1789) - † Лабрадорская гага | Последний раз птиц видели в 1875 году. Одюбон получил две тушки, изображённые на рисунке, от Даниеля Вебстера. |        |
| CCCXXXIII   |             | - «Green Heron» - (Butorides virescens (Linnaeus, 1758) - Американская зелёная кваква | |        |
| CCCXXXIV    |             | - «Black-bellied Plover» - Pluvialis squatarola (Linnaeus, 1758) - Тулес | |        |
| CCCXXXV     |             | - «Red-breasted Snipe» - Limnodromus griseus (Gmelin, 1789) - Короткоклювый бекасовидный веретенник | Одюбон наблюдал и представителей этого вида, и американского бекасовидного веретенника, обладающего более длинным клювом, однако не различал их. |        |
| CCCXXXVI    |             | - «Yellow-Crowned Heron» - Nyctanassa violacea (Linnaeus, 1758) - Желтоголовая кваква | Иллюстрация сделана 23 октября 1831 года, через пять дней после того, как Одюбон поселился в доме Бахмана в Чарлстоне. Одюбон никогда не видел этих птиц севернее Нью-Джерси или Натчеза. |        |
| CCCXXXVII   |             | - «American Bittern» - Botaurus lentiginosus (Rackett, 1813) - Американская выпь | По словам Одюбона, это изображение сделано его сыном Джоном Вудхаузом. |        |
| CCCXXXVIII  |             | - «Bemaculated Duck» | Этот гибрид кряквы и серой утки Одюбон подстрелил в феврале 1822 года около Нового Орлеана. Он предполагал, что это новый вид, и назвал его в честь Томаса Брюера. |        |
| CCCXXXIX    |             | - «Little Auk» - Alle alle (Linnaeus, 1758) - Люрик | |        |
| CCCXL       |             | - «Least Stormy-Petrel» - Hydrobates pelagicus (Linnaeus, 1758) - Прямохвостая качурка | Хотя Одюбон писал, что в августе 1831 года получил несколько экземпляров на берегах Ньюфаундленда, данный вид не относится к североамериканским. |        |
| CCCXLI      |             | - «Great Auk» - Pinguinus impennis (Linnaeus, 1758) - † Бескрылая гагарка | Одюбон сам никогда не видел эту птицу, хотя в то время она ещё не полностью вымерла. Он нарисовал иллюстрацию в 1835 году с музейного экспоната в Лондоне. |        |
| CCCXLII     |             | - «Golden-Eye Duck» - Bucephala clangula (Linnaeus, 1758) - Обыкновенный гоголь | |        |
| CCCXLIII    |             | - «Ruddy Duck» - Oxyura jamaicensis (Gmelin, 1789) - Американская савка | |        |
| CCCXLIV     |             | - «Long-legged Sandpiper» - Calidris himantopus (Bonaparte, 1826) - Ходулочниковый песочник | |        |
| CCCXLV      |             | - «American Widgeon» - Mareca americana (Gmelin, 1789) - Американская свиязь | Рисунок выполнен с помощью карандаша, пастели, акварели и масла. Одюбон дал птице современное английское название, до этого её называли «Baldpate». |        |
| CCCXLVI     |             | - «Black-Throated Diver» - Gavia pacifica (Lawrence, 1858) - Белошейная гагара | Возможно, он наблюдал птиц, будучи на полуострове Лабрадор, но изображение сделано с чучела в Лондоне. |        |
| CCCXLVII    |             | - «Smew, or White Nun» - Mergellus albellus (Linnaeus, 1758) - Луток | Этот европейский вид крайне редко отмечают в Северной Америке. Одюбон утверждал, что изобразил самку, подстреленную им зимой 1819 года около Нового Орлеана, однако учёные сомневаются в этих сведениях. |        |
| CCCXLVIII   |             | - «Gadwall Duck» - Mareca strepera (Linnaeus, 1758) - Серая утка | |        |
| CCCXLIX     |             | - «Least Water-hen» - Laterallus jamaicensis Gmelin, 1789 | Одюбон никогда не встречал эту птицу. Тушку для рисунка предоставил Тициан Пил из Филадельфии. |        |
| CCCL        |             | - «Rocky Mountain Plover» - Charadrius montanus (Townsend, 1837) - Горный зуёк | Одюбон никогда не видел эту птицу вживую и полагал, что у самцов должен быть такой же воротник как у некоторых других зуйков. На рисунке изображена самка. |        |
| CCCLI       |             | - «Great Cinereous Owl» - Strix nebulosa Forster, 1772 - Бородатая неясыть | Одюбон наблюдал её зимой 1832 года в Бостоне. |        |
| CCCLII      |             | - «Black-Winged Hawk» - Elanus leucurus (Vieillot, 1818) - Белохвостый дымчатый коршун | Иллюстрация сделана зимой 1833—1834 годов в доме Бахмана в Чарлстоне. Одюбон рисовал самца с живой птицы, самку ему доставили позднее. |        |
| CCCLIII     |             | - «Chesnut-backed Titmouse» / «Black-capt Titmouse» / «Chesnut-crowned Titmouse» - Poecile rufescens (Townsend, 1837) / Poecile atricapillus (Linnaeus, 1766) / Psaltriparus minimus (Townsend, 1837) - / Черношапочная гаичка / Темношапочная кустарниковая синица | Начиная с этой платы Одюбон стал регулярно группировать птиц. Слева и справа изображены пара Poecile rufescens и пара темношапочных кустарниковых синиц из коллекции Таунсенда, снизу — пара черношапочных гаичек. Гнездо темношапочной кустарниковой синицы предоставлено Наттоллом. |        |
| CCCLIV      |             | - «Louisiana Tanager» / «Scarlet Tanager» - Piranga ludoviciana (Wilson, 1811) / Piranga olivacea (Gmelin, 1789) - Красноголовая пиранга / Красно-чёрная пиранга | Сверху изображено два самца красноголовой пиранги из коллекции Таунсенда, в центре — самец, а снизу — самка красно-чёрной пиранги. Веточку персеи бурбонской нарисовала Мария Мартин. |        |
| CCCLV       |             | - «MacGillivray’s Finch» - Ammospiza maritima (Wilson, 1811) | Иллюстрация сделана зимой 1833—1834 годов в доме Бахмана в Чарлстоне. В работе над ней Одюбону помогал его сын Джон Вудхауз. |        |
| CCCLVI      |             | - «Marsh Hawk» - Circus hudsonius (Linnaeus, 1766) | Одюбон отметил, что коричневые самки этого вида встречаются намного чаще, чем серые самцы. |        |
| CCCLVII     |             | - «American Magpie» - Pica hudsonia Sabine, 1823 | Питерсон полагал, что на иллюстрации изображена сорока. |        |
| CCCLVIII    |             | - «Pine Grosbeak» - Pinicola enucleator (Linnaeus, 1758) - Обыкновенный щур | |        |
| CCCLIX      |             | - «Arkansaw Flycatcher» / «Swallow-Tailed Flycatcher» / «Says Flycatcher» - Tyrannus verticalis Say, 1822 / Tyrannus forficatus (Gmelin, 1789) / Sayornis saya (Bonaparte, 1825) - Западный тиранн / Длиннохвостый королевский тиранн / Феб Сэя | Одюбон нарисовал птиц из коллекции Таунсенда зимой 1836—1837 годов. Две птицы сверху — фебы Сэя, птица слева снизу — молодой длиннохвостый королевский тиранн, две птица справа снизу — западные тиранны. Одюбон не видел ни одну из птиц живьём, мёртвого западного тиранна он обнаружил 10 апреля 1837 года на одном из островов Мексиканского залива. |        |
| CCCLX       |             | - «Winter Wren» / «Rock Wren» - Troglodytes hiemalis Viellot, 1819 / Salpinctes obsoletus (Say, 1823) - / Скальный длинноклювый крапивник | Птица на нижней ветке была добавлен в композицию позднее, она была нарисована на камне, но Хэвелл добавил для неё ветку. Тушка была предоставлена Наттоллом. |        |
| CCCLXI      |             | - «Long-tailed, or Dusky Grouse» - Dendragapus obscurus (Say, 1823) - Голубой тетерев | Одюбон сам не встречал этот вид. По меньшей мере самка нарисована с экземпляра из коллекции Таунсенда. |        |
| CCCLXII     |             | - «Yellow-Billed Magpie» / «Stellers Jay» / «Ultramarine Jay» / «Clark’s Crow» - Pica nutalli (Audubon, 1837) / Cyanocitta stelleri (Gmelin, 1788) / Aphelocoma californica (Vigors, 1839) / Nucifraga columbiana (Wilson, 1811) - Калифорнийская сорока / Стеллерова черноголовая голубая сойка / / Североамериканская ореховка | Всё птицы на иллюстрации нарисованы с экземпляров из коллекции Таунсенда и Наттолла. Сверху вниз: Aphelocoma californica, стеллерова черноголовая голубая сойка, калифорнийская сорока и две североамериканские ореховки. Ветка платана кистистого, на которой расположились птицы, нарисована Марией Мартин. |        |
| CCCLXIII    |             | - «Bohemian Chatterer» - Bombycilla garrulus (Linnaeus, 1758) - Свиристель | Одюбон рисовал птиц в Лондоне пользуясь шкурками, присланными Томасом Маккалохом из Новой Шотландии в 1835 году. Сам он никогда не видел птиц вживую, но его сыновья около часа безуспешно охотились за одной парой осенью 1832 года около Бостона. |        |
| CCCLXIV     |             | - «White-winged Crossbill» - Loxia leucoptera Gmelin, 1789 - Белокрылый клёст | |        |
| CCCLXV      |             | - «Lapland Long-spur» - Calcarius lapponicus (Linnaeus, 1758) - Лапландский подорожник | Рисунок птицы слева сделан пастелью в 1819 году, предположительно в Кентукки. Две другие птицы нарисованы акварелью спустя несколько лет. |        |
| CCCLXVI     |             | - «Iceland, or Jer Falcon» - Falco rusticolus Linnaeus, 1758 - Кречет | Одюбон никогда не встречал белой морфы и нарисовал изображение с умершей в неволе птицы. На полуострове Лабрадор он наблюдал тёмную морфу. |        |
| CCCLXVII    |             | - «Band-tailed Pigeon» - Patagioenas fasciata (Say, 1823) - Полосатохвостый голубь | Одюбон нарисовал птиц из коллекции Таунсенда, но никогда не видел их вживую. Мария Мартин добавила к иллюстрации первое изображение нового ботанического таксона — бентамидии Наттолла (Cornus nuttallii), — веточка которого также была частью коллекции. |        |
| CCCLXVIII   |             | - «Rock Grous» - Lagopus muta (Montin, 1776) - Тундряная куропатка | Одюбон не встретил тундряных куропаток во время путешествия на Лабрадор. Рисунок сделан с экземпляров, доставленных Джеймсом Кларком Россом. |        |
| CCCLXIX     |             | - «Mountain Mocking bird» / «Varied Thrush» - Oreoscoptes montanus (Townsend, 1837) / Ixoreus naevius (Gmelin, 1789) - / Изменчивый дрозд | Сверху изображён Oreoscoptes montanus из коллекции Таунсенда, а снизу — пара изменчивых дроздов, пойманных в Пенсильвании весной 1826 года. |        |
| CCCLXX      |             | - «American Water Ouzel» - Cinclus mexicanus Swainson, 1827 - Американская оляпка | Хэвелл почти полностью перерисовал задний план оригинального рисунка. Одюбон нарисовал птиц из коллекции Таунсенда, хотя вживую их не видел. |        |
| CCCLXXI     |             | - «Cock of the Plains» - Centrocercus urophasianus (Bonaparte, 1827) - Шалфейный тетерев | Одюбон изобразил брачный танец, свидетелем которого ему не удалось стать. |        |
| CCCLXXII    |             | - «Common Buzzard» - Buteo swainsoni Bonaparte, 1838 - Свенсонов канюк | Одюбон никогда не видел этих птиц сам, хотя достигал Миссури и Дакоты, по которым проходит восточная граница ареала. Он сделал рисунок с тушки, предоставленной Таунсендом. |        |
| CCCLXXIII   |             | - «Evening Grosbeak» / «Spotted Grosbeak» - Hesperiphona vespertina (Cooper, 1825) / Pheucticus melanocephalus (Swainson, 1827) - Вечерний американский дубонос / | Сверху изображён вечерний американский дубонос, три птицы снизу — Pheucticus melanocephalus. Одюбон никогда не видел этих птиц вживую, скорее всего в подготовке рисунка участвовал Джон Вудхауз. |        |
| CCCLXXIV    |             | - «Sharp-shinned Hawk» - Accipiter striatus Vieillot, 1808 - Полосатый ястреб | |        |
| CCCLXXV     |             | - «Lesser Red-Poll» - Acanthis flammea (Linnaeus, 1758) - Чечётка | Иллюстрация сделана на полуострове Лабрадор в 1833 году. |        |
| CCCLXXVI    |             | - «Trumpeter Swan» - Cygnus buccinator Richardson, 1832 - Лебедь-трубач | Одюбон отмечал птиц на реках Огайо и Миссисипи, на Великих озёрах, а в зимние месяцы — в Техасе. |        |
| CCCLXXVII   |             | - «Scolopaceus Courlan» - Aramus guarauna (Linnaeus, 1766) - Арама | Первый раз Одюбон встретил араму в 1832 году в районе Эверглейдс во Флориде, но изображение, по-видимому, сделано зимой 1836—1837 годов в Чарлстоне. |        |
| CCCLXXVIII  |             | - «Hawk Owl» - Surnia ulula (Linnaeus, 1758) - Ястребиная сова | Одюбон никогда не видел живых птиц. |        |
| CCCLXXIX    |             | - «Ruff-necked Humming-bird» - Selasphorus rufus (Gmelin, 1788) - Охристый колибри | Гнездо колибри и растение рода клеоме нарисовала Мария Мартин. |        |
| CCCLXXX     |             | - «Tengmalm’s Owl» - Aegolius funereus (Linnaeus, 1758) - Мохноногий сыч | Одюбон видел мохноногого сыча лишь один раз, в начале сентября 1832 года на реке Пенобскот в штате Мэн. |        |
| CCCLXXXI    |             | - «Snow Goose» - Anser caerulescens (Linnaeus, 1758) - Белый гусь | Одюбон полагал, что голубая морфа — это молодые особи, а белая — зрелые. |        |
| CCCLXXXII   |             | - «Sharp-tailed Grouse» - Tympanuchus phasianellus (Linnaeus, 1758) - Острохвостый тетерев | Одюбону не удалось встретить этот вид во время путешествия по Миссури, изображение сделано с тушек из коллекции Таунсенда зимой 1836—1837 годов в Чарлстоне. |        |
| CCCLXXXIII  |             | - «Long-eared Owl» - Asio otus (Linnaeus, 1758) - Ушастая сова | |        |
| CCCLXXXIV   |             | - «Black-Throated Bunting» - Spiza americana (Gmelin, 1789) - Американская спиза | |        |
| CCCLXXXV    |             | - «Bank Swallow» / «Violet-green Swallow» - Riparia riparia (Linnaeus, 1758) / Tachycineta thalassina (Swainson, 1827) - Береговушка / | Внизу изображены береговушки, которых Одюбон получил в 1824 года на берегу реки Скулкилл близ Филадельфии, вверху — две Tachycineta thalassina из коллекции Наттолла и Таунсенда 1837 года с западного побережья. |        |
| CCCLXXXVI   |             | - «White Heron» - Ardea alba Linnaeus, 1758 - Большая белая цапля | Грязевые пирамиды раков являются типичными для побережья Мексиканского залива, а добавленная Хэвеллом рогатая ящерица обитает в засушливых регионах. |        |
| CCCLXXXVII  |             | - «Glossy Ibis» - Plegadis falcinellus Linnaeus, 1766 - Каравайка | Одюбон видел птиц лишь один раз, около деревянного сруба во Флориде, который был изоражён на заднем плане. |        |
| CCCLXXXVIII |             | - «Nuttall’s Starling» / «Yellow-headed Troopial» / «Bullock’s Oriole» - Agelaius tricolor (Audubon, 1837) / Xanthocephalus xanthocephalus (Bonaparte, 1826) / Icterus bullockii (Swainson, 1827) - / Желтоголовый трупиал / | Изображение сделано с помощью сына, Джона Вудхауза Одюбона, расположением фигур на ветках занимался Хэвелл. Сверху изображён Agelaius tricolor, по центру — желтоголовые трупиалы, а снизу Icterus bullockii. Все птицы из коллекции Наттолла и Таунсенда. |        |
| CCCLXXXIX   |             | - «Red-Cockaded Woodpecker» - Dryobates borealis Vieillot, 1809 - Кокардовый дятел | Центральную птицу Одюбон рисовал с живой особи 29 июля 1821 года на плантации Окли. |        |
| CCCXC       |             | - «Lark Finch» / «Prairie Finch» / «Brown Song Sparrow» - Chondestes grammacus (Say, 1823) / Calamospiza melanocorys Stejneger, 1885 / Melospiza melodia (Wilson, 1810) - / Жаворонковая овсянка / Певчая овсянка | Сверху изображён Chondestes grammacus, которого Одюбон никогда не видел вживую и который первоначально был частью другой смешанной иллюстрации. По центру изображён самец, а снизу справа — самка жаворонковой овсянки из коллекции Таунсенда с реки Платт. Снизу слева изображён один из подвидов певчей овсянки, который во времена Одюбона признавался отдельным видом. |        |
| CCCXCI      |             | - «Brant Goose» - Branta bernicla (Linnaeus, 1758) - Чёрная казарка | Пара была подстрелена весной на побережье Нью-Джерси недалеко от Филадельфии. |        |
| CCCXCII     |             | - «Louisiana Hawk» - Parabuteo unicinctus (Temminck, 1824) - Пустынный канюк | Одюбон впервые встретил и подстрелил самку пустынного канюка в Луизиане, где птица является большой редкостью. Он назвал её в честь своего друга Эдварда Харриса, что было принято American Birding Association. |        |
| CCCXCIII    |             | - «Townsend’s Warbler» / «Arctic Blue-bird» / «Western Blue-bird» - Setophaga townsendi (Townsend, 1837) / Sialia currucoides (Bechstein, 1798) / Sialia mexicana Swainson, 1832 - / Голубая сиалия / Западная сиалия | Слева вверху изображён самец Setophaga townsendi, обнаруженный Наттоллом и названный им в честь Таунсенда, справа сверху и по центру изображены самец и самка голубой сиалии из коллекции Таунсенда (это первое изображение самки), слева и справа снизу изображены самка и самец западной сиалии из коллекции Таунсенда. |        |
| CCCXCIV     |             | - «Chestnut-coloured Finch» / «Black-headed Siskin» / «Black crown Bunting» / «Arctic Ground Finch» - Calcarius ornatus (Townsend, 1837) / Spinus notatus (Du Bus de Gisignies, 1847) / Zonotrichia atricapilla (Gmelin, 1789) / Pipilo maculatus Swainson, 1827 - / Черногрудый чиж / Чернобровая зонотрихия / | Справа сверху изображён Calcarius ornatus из коллекции Таунсенда, слева сверху — черногрудый чиж, по центру — чернобровая зонотрихия из коллекции Наттолла и Таунсенда, снизу — Pipilo maculatus. Одюбон утверждал, что наблюдал стаю черногрудых чижей в Огайо, однако эта птица обитает в западной части континента, поэтому данное наблюдение не признаётся Американским орнитологическим обществом. |        |
| CCCXCV      |             | - «Audubon’s Warbler» / «Hermit Warbler» / «Black-throated gray Warbler» - Setophaga auduboni (Townsend, 1837) / Setophaga occidentalis (Townsend, 1837) / Setophaga nigrescens (Townsend, 1837) | Сверху изображены самец и самка западного Setophaga auduboni (восточный Setophaga coronata изображён на иллюстрации 153), в центральной части — Setophaga occidentalis, а снизу — Setophaga nigrescens. Все птицы из коллекции Таунсенда. |        |
| CCCXCVI     |             | - «Burgomaster Gull» - Larus hyperboreus Gunnerus, 1767 - Бургомистр | Одюбон видел множество птиц в июле 1832 года на полуострове Лабрадор, однако экземпляры для иллюстрации ему доставил Джеймс Кларк Росс. |        |
| CCCXCVII    |             | - «Scarlet Ibis» - Eudocimus ruber (Linnaeus, 1758) - Красный ибис | Одюбон видел птиц лишь однажды, 3 июля 1821 года в Луизиане. Изображение взрослого самца и молодой птицы сделано с полученных им тушек. |        |
| CCCXCVIII   |             | - «Lazuli Finch» / «Clay-coloured Finch» / «Oregon Snow Finch» - Passerina amoena (Say, 1823) / Spizella pallida (Swainson, 1832) / Junco hyemalis (Linnaeus, 1758) - Лазурный овсянковый кардинал / / Серый юнко | Иллюстрация была сделана зимой 1836—1837 годов в доме Бахмана на основе экземпляров из коллекции Томаса Наттолла и Джона Керка Таунсенда. Задний план подготовлен Марией Мартин (Maria Martin). Сверху изображён лазурный овсянковый кардинал из коллекции Таунсенда, ниже его — Spizella pallida, две птицы снизу — серые юнко. |        |
| CCCXCIX     |             | - «Black-throated green Warbler» / «Blackburnian» / «Mourning Warbler» - Setophaga virens (Gmelin, 1789) / Setophaga fusca (Müller, 1776) / Geothlypis philadelphia (Wilson, 1810) - Зелёный лесной певун / Еловый лесной певун / | Иллюстрация была сделана зимой 1836—1837 годов в доме Бахмана на основе экземпляров из коллекции Наттолла и Таунсенда и включала пять видов. Хэвелл отделил золотокрылого и тигрового пеночковых певунов на иллюстрацию 414. Сверху изображены самец и самка зелёного лесного певуна, по центру — самка елового лесного певуна, снизу — Geothlypis philadelphia. Задний план подготовлен Марией Мартин. |        |
| CCCC        |             | - «Arkansaw Siskin» / «Mealy Red-poll» / «Louisiana Tanager» / «Townsend’s Finch» / «Buff-breasted Finch» - Spinus psaltria (Say, 1822) / Acanthis hornemanni (Holböll, 1843) / Piranga ludoviciana (Wilson, 1811) / / Calcarius pictus (Swainson, 1832) - Мексиканский чиж / Тундряная чечётка / Красноголовая пиранга / / | Сверху слева изображён мексиканский чиж, которого Одюбон наблюдал в Луизиане, сверху справа — тундряная чечётка, по центру — самка красноголовой пиранги, которую Одюбон сам не видел, но получил тушку от знакомого, слева снизу — «Spiza townsendi» — одна из неизвестных птиц Одюбона, справа снизу — Calcarius pictus. |        |
| CCCCI       |             | - «Red-breasted Merganser» - Mergus serrator Linnaeus, 1758 - Средний крохаль | Иллюстрация сделана зимой 1833—1834 годов в доме Бахмана в Чарлстоне. Хэвелл добавил на неё южные саррацении, которых не могло оказаться в одном водоёме с птицами. |        |
| CCCCII      |             | - «Black-throated Guillemot» / «Nobbed-billed Auk» / «Curled-crested Auk» / «Horned-billed Guillemot» - Synthliboramphus antiquus (Gmelin, 1789) / Brachyramphus brevirostris (Vigors, 1829) / Aethia pusilla (Pallas, 1811) / Aethia cristatella (Pallas, 1769) / Cerorhinca monocerata (Pallas, 1811) - Обыкновенный старик / Короткоклювый пыжик / Конюга-крошка / Большая конюга / Тупик-носорог | Одюбон не видел ни одну из этих птиц и делал рисунки с тушек из коллекции Таунсенда. Двух птиц слева Одюбон рассматривал как молодого и взрослого обыкновенного старика, однако дальняя птица — это коткоклювый пыжик. Маленькая птица в центре — конюга-крошка, а правее — большая конюга. Справа изображён тупик-носорог. Все птицы были нарисованы по отдельности и комбинировались на финальной иллюстрации. В Octavo Edition Одюбон поместил их на четыре разные страницы. Задний план иллюстрации Хэвелл скопировал с рисунка Джона Уэббера. |        |
| CCCCIII     |             | - «Golden-eye Duck» - Bucephala islandica (Gmelin, 1789) - Исландский гоголь | Одюбон получил тушку птицы, с которой он сделал рисунок, от графа лорд Стэнли, 14-й граф Дерби. Он не отличал её от обыкновенного гоголя (иллюстрация 342). |        |
| CCCCIV      |             | - «Eared Grebe» - Podiceps nigricollis Brehm, 1831 - Черношейная поганка | Одюбон не встречал этот вид в Америке, изображение нарисовано с экземпляра, который ему одолжил граф Дерби. Хэвелл немного скорректировал задний план по сравнению с оригинальным рисунком. |        |
| CCCCV       |             | - «Semipalmated Sandpiper» - Calidris pusilla (Linnaeus, 1766) - Малый песочник | |        |
| CCCCVI      |             | - «Trumpeter Swan» - Cygnus buccinator Richardson, 1832 - Лебедь-трубач | Одюбон нарисовал птицу на плантации Окли в Луизиане 16 декабря 1821 года, она была подстрелена одним из наёмных охотников. Питерсон погалал, что на рисунке изображена молодая птица. Небольшой мотылёк был добавлен на изображение позднее. |        |
| CCCCVII     |             | - «Dusky Albatros» - Phoebetria fusca (Hilsenberg, 1822) - Темноспинный дымчатый альбатрос | Одюбон рисовал птицу со шкуры из коллекции Таунсенда, якобы полученной в устье реки Колумбия, однако современные орнитологи сомневаются в принадлежности некоторых экземпляров коллекции тихоокеанскому побережью. |        |
| CCCCVIII    |             | - «American Scoter Duck» - Melanitta americana (Swainson, 1832) - Американская синьга | |        |
| CCCCIX      |             | - «Havell’s Tern» / «Trudeau’s Tern» - Sterna forsteri Nuttall, 1834 / Sterna trudeaui Audubon, 1838 - / Крачка Трюдо | Верхнюю птицу — Sterna forsteri — Одюбон относил к новому виду, который назвал в честь Хэвелла. Нижнюю птицу ни разу не видели на территори Северной Америки с тех пор как Джеймс де Берти Трюдо подстрелил её в районе Нью-Джерси и предоставил Одюбону для создания этой иллюстрации. |        |
| CCCCX       |             | - «Marsh Tern» - Gelochelidon nilotica (Gmelin, 1789) - Чайконосая крачка | Одно из последних изображений, которые Одюбон передал Хэвеллу, обнаружив перед отправкой, что он забыл его в доме Бахмана в Чарлстоне. |        |
| CCCCXI      |             | - «Common American Swan» - Cygnus columbianus (Ord, 1815) - Американский лебедь | Композиция включает три водяные лилии Nymphaea mexicana, которые Одюбон полагал новым видом. |        |
| CCCCXII     |             | - «Violet-green Cormorant» / «Townsend’s Cormorant» - Phalacrocorax pelagicus Pallas, 1811 / Phalacrocorax penicillatus (Brandt, 1837) - Берингов баклан / | Оба экземпляра были получены Таунсендом в устье реки Колумбия в октябре 1836 года. В Octavo Edition Одюбон поместил их на разных страницах. |        |
| CCCCXIII    |             | - «California Partridge» - Callipepla californica (Shaw, 1798) - Калифорнийский хохлатый перепел | Одюбон сам не встречал этот вид, птицы были получены Таунсендом близ Санта-Барбары в 1837 году. |        |
| CCCCXIV     |             | - «Golden-winged Warbler» / «Cape May Warbler» - Vermivora chrysoptera (Linnaeus, 1766) / Setophaga tigrina (Gmelin, 1789) - Золотокрылый пеночковый певун / Тигровый лесной певун | Сверху изображены самец и самка золотокрылого пеночкового певуна, снизу — тигрового. Одюбон никогда не встречал последних в природе и сделал рисунок с экземпляров Эдварда Харриса, полученных 4 сентября 1820 года. |        |
| CCCCXV      |             | - «Brown Creeper» / «Californian Nuthatch» - Certhia americana Bonaparte, 1838 / Sitta pygmaea Vigors, 1839 - Американская пищуха / Поползень-крошка | Сверху и в полёте Одюбон изобразил американских пищух, две другие птицы на стволе — поползни-крошки, которых Одюбон нарисовал с экземпляров из музея Зоологического общества Лондона. |        |
| CCCCXVI     |             | - «Hairy Woodpecker» / «Red-bellied Woodpecker» / «Red-shafted Woodpecker» / «Lewis' Woodpecker» / «Red-breasted Woodpecker» - Leuconotopicus villosus (Linnaeus, 1766) / Melanerpes carolinus (Linnaeus, 1758) / Colaptes auratus (Linnaeus, 1758) / Melanerpes lewis (Gray, 1849) / Sphyrapicus ruber (Gmelin, 1788) - Волосатый дятел / Каролинский меланерпес / Золотой шилоклювый дятел / Краснолицый меланерпес /                                                                                             | Слева вверху изображено два волосатых дятла, справа вверху — два каролинских меланерпеса. Оба этих вида Одюбон наблюдал неоднократно, в то время как других птиц никогда не видел. Ниже на ветке изображены золотые ширококлювые дятлы (западная расцветка), за ними — краснолицые меланерпесы, а в самом низу — Sphyrapicus ruber. |        |
| CCCCXVII    |             | - «Maria’s Woodpecker» / «Three-toed Woodpecker» / «Phillips' Woodpecker» / «Canadian Woodpecker» / «Harris’s Woodpecker» / «Audubon’s Woodpecker» - Leuconotopicus villosus (Linnaeus, 1766) / Picoides dorsalis (Baird, 1858) - Волосатый дятел / | Почти все дятлы на иллюстрации являются разновидностями волосатого дятла лишь справа вверху изображено два Picoides dorsalis. |        |
| CCCCXVIII   |             | - «American Ptarmigan» / «White-tailed Grous» - Lagopus muta (Montin, 1776) / Lagopus leucura (Richardson, 1831) - Тундряная куропатка / Белохвостая куропатка | Одюбон поначалу полагал, что птица слева — это британская форма белой куропатки, но в Octavo Edition рассматривал её как отдельный вид. Рисунок этой птицы сделан с тушки одолженной у графа Дерби, в то время как рисунок птицы справа сделан с единственного на тот момент экземпляра из музея Зоологического общества Лондона. |        |
| CCCCXIX     |             | - «Little Tawny Thrush» / «Ptiliogony’s Townsendi» / «Canada Jay» - Catharus guttatus (Pallas, 1811) / Myadestes townsendi (Audubon, 1838) / Perisoreus canadensis (Linnaeus, 1766) - Дрозд-отшельник / / Канадская кукша | Сверху изображён мелкий подвид дрозда-отшельника, присланный Одюбону в Лондон Таунсендом; в центре — Myadestes townsendi — новый вид из коллекции Таунсенда, самка которого была подстрелена около реки Колумбия; снизу — молодая канадская кукша. |        |
| CCCCXX      |             | - «Prairie Starling» - Agelaius phoeniceus (Linnaeus, 1766) - Красноплечий чёрный трупиал | Полученная из коллекции Таунсенда птица была признана Одюбоном новым видом, однако является «двуцветным» подвидом красноплечего чёрного трупиала. |        |
| CCCCXXI     |             | - «Brown Pelican» - Pelecanus occidentalis Linnaeus, 1766 - Американский бурый пеликан | Молодая птица была нарисована в Новом Орлеане при помощи карандаша, акварели, пастели и масла. Одюбон также отмечал большое количество птиц в Ки-Уэст. |        |
| CCCCXXII    |             | - «Rough-legged Falcon» - Buteo lagopus (Pontoppidan, 1763) - Мохноногий канюк | Одюбон корректно определил тёмную морфу мохноногого канюка. Слева изображён взрослый самец, а справа — самец-первогодок. |        |
| CCCCXXIII   |             | - «Plumed Partridge and Thick-legged Partridge» - Oreortyx pictus (Douglas, 1829) / Colinus cristatus (Linnaeus, 1766) | Слева изображены самец и самка Oreortyx pictus, нарисованные по птицам из музея Зоологического общества Лондона и из коллекции Таунсенда, соответственно. Справа изображён обитающий в Центральной Америке Colinus cristatus из музея Зоологического общества Лондона. |        |
| CCCCXXIV    |             | - «Lazuli Finch» / «Crimson-necked Bull-Finch» / «Gray-crowned Linnet» / «Cow-pen Bird» / «Evening Grosbeak» / «Brown Longspur» - Passerina amoena (Say, 1823) / Haemorhous mexicanus (Müller, 1776) / Leucosticte arctoa Pallas, 1811 / Molothrus ater (Boddaert, 1783) / Hesperiphona vespertina (Cooper, 1825) / Passerella iliaca (Merrem, 1786) - Лазурный овсянковый кардинал / Мексиканская чечевица / Сибирский вьюрок / Буроголовый коровий трупиал / Вечерний американский дубонос / Пестрогрудая овсянка | Сверху справа изображён молодой лазурный овсянковый кардинал, обозначенный Одюбоном как самка, ниже — самец мексиканской чечевицы, возможно из Калифорнии, правее его — сибирский вьюрок, а слева — молодой буроголовый коровий трупиал. Снизу слева и по центру изображены самки вечернего американского дубоноса, а справа — пестрогрудая овсянка. |        |
| CCCCXXV     |             | - «Columbian Humming Bird» - Calypte anna (Lesson, 1829) - Калипта Анны | Одюбон рисовал птицу в Лондоне. |        |
| CCCCXXVI    |             | - «Californian Vulture» - Gymnogyps californianus (Shaw, 1797) - Калифорнийский кондор | Одюбон никогда сам не встречал этот вид. |        |
| CCCCXXVII   |             | - «White-legged Oyster-catcher, or Slender-billed Oyster-catcher» - Haematopus bachmani Audubon, 1838 / Haematopus ater Vieillot, 1825 - Чёрный кулик-сорока / Тёмный кулик-сорока | Слева Одюбон изобразил птицу из коллекции Таунсенда, подстреленную в июне 1836 года, и назвал её в честь Джона Бахмана. Птица справа напоминает тёмного кулика-сороку из Перу, в коллекции Таунсенда оказалось большое количество птиц Центральной и Южной Америки. |        |
| CCCCXXVIII  |             | - «Townsend’s Sandpiper» - Calidris virgata (Gmelin, 1789) - Бурунный кулик | Одюбон использовал единственную самку из коллекции Таунсенда чтобы нарисовать птицу и сверху, и снизу. Он полагал, что это новый вид. Тушка была подстрелена в устье реки Колумбия. Вместо коричневых, он нарисовал у птиц ярко голубые лапы. |        |
| CCCCXXIX    |             | - «Western Duck» - Polysticta stelleri (Pallas, 1769) - Сибирская гага | Одюбон не мог сам найти птицу, её нашёл и нарисовал Джон Вудхауз Одюбон в музее Норвича. Чтобы изобразить вторую птицу Хэвелл добавил копию головы с переднего плана на задний. |        |
| CCCCXXX     |             | - «Slender-billed Guillemot» - Brachyramphus marmoratus (Gmelin, 1789) - Длинноклювый пыжик | Одюбон никогда не встречал птиц и полагал, что разное оперение связано с половым диморфизмом, он считал птицу слева самкой, а справа — самцом, хотя они представляют зимнее и брачное оперение. |        |
| CCCCXXXI    |             | - «American Flamingo» - Phoenicopterus ruber Linnaeus, 1758 - Красный фламинго | Когда Одюбон увидел пролетающих фламинго 7 мая 1832 года в Ки-Уэст, он написал: «Я думаю, что теперь достиг предела своих ожиданий» («I thought I had now reached the height of all my expectations»). Ему не удалось получить тушку птицы ни в одном из последующих путешествий, рисунок был сделан в Лондоне на основе заспиртованной птицы. |        |
| CCCCXXXII   |             | - «Burrowing Owl» / «Large-headed Burrowing Owl» / «Little night Owl» / «Columbian Owl» / «Short-eared Owl» - Athene cunicularia (Molina, 1782) / Athene noctua Scopoli, 1769 / Glaucidium californicum (Sclater, 1857) / Asio flammeus (Pontoppidan, 1763) - Кроличий сыч / Домовый сыч / Калифорнийский воробьиный сыч-гном / Болотная сова | Слева изображено два кроличьих сыча, Одюбон относил их к разным видам. Одюбон не встречал их во время подготовки «Птиц Америки», но должен был наблюдать позже, во время путешествия по Миссури. Сверху по центру изображён домовый сыч, обитающий в Европе. Одюбон утверждал, что сделал рисунок с птицы, полученной в Пикту в Новой Шотландии. В правом верхнем углу изображено два воробьиных сыча-гнома с берегов реки Колумбии из коллекции Таунсенда, а вправом нижнем углу — болотная сова.                                                 |        |
| CCCCXXXIII  |             | - «Bullock’s Oriole» / «Baltimore Oriole» / «Mexican Goldfinch» / «Varied Thrush» / «Common Water Thrush» - Icterus bullockii (Swainson, 1827) / Icterus galbula (Linnaeus, 1758) / Spinus yarrellii (Audubon, 1839)Ixoreus naevius (Gmelin, 1789) / Parkesia noveboracensis (Gmelin, 1789) - / Балтиморская иволга / Желтолицый чиж/ Изменчивый дрозд / | Три птицы сверху — иволги, вправо смотрит самка балтиморской иволги, влево — Icterus bullockii, слева снизу — изменчивый дрозд, по центру справа — возможно, желтолицый чиж, а снизу справа — Parkesia noveboracensis. |        |
| CCCCXXXIV   |             | - «Little Tyrant Fly-catcher» / «Small-headed Fly-catcher» / «Blue Mountain Warbler» / «Bartram’s Vireo» / «Short-legged Pewee» / «Rocky Mountain Fly-catcher» - Empidonax minimus (Baird, 1843) / / / Vireo flavoviridis (Cassin, 1851) / Empidonax alnorum (Brewster, 1895) / Sayornis nigricans (Swainson, 1827) - / / / / / Чёрный феб | Сверху изображён Empidonax minimus, сверху справа — неизвестная птица, которую Одюбон назвал «Small-headed Flycatcher» (он утверждал, что Вильсон скопировал изображение этой птицы), сверху слева — неизвестная птица, которую Одюбон назвал «Blue Mountain Warbler» (он нарисовал её в Лондоне с тушки из Калифорнии), слева снизу — Vireo flavoviridis (доставлена из Мексики Свенсоном, не встречается в США), справа снизу — по-видимому, Empidonax alnorum, а снизу — чёрный феб (из коллекции Наттолла из Калифорнии).                      |        |
| CCCCXXXV    |             | - «Columbian Water Ouzel, or Arctic Water Ouzel» - Cinclus mexicanus Swainson, 1827 - Американская оляпка | Молодая самка слева предоставлена одним из знакомых Одюбона, а молодой самец справа из коллекции Таунсенда. Одюбон полагал их двумя новыми видами. |        |